# 윌리엄 W. 벨크냅

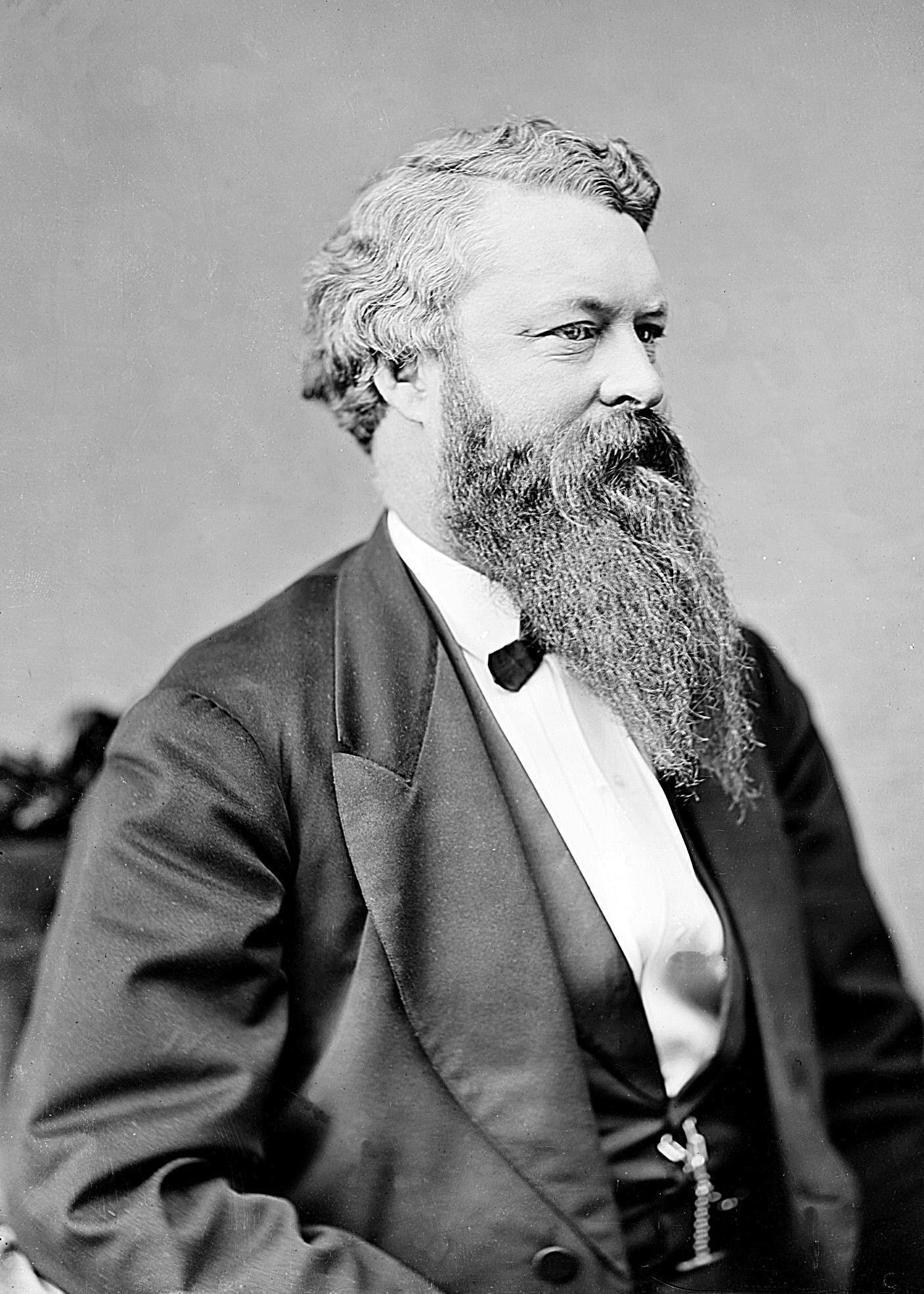

윌리엄 워스 벨크냅(William Worth Belknap, 1829년 9월 22일 ~ 1890년 10월 12일)은 변호사이자 북군 장교이며 아이오와주 정부 관리로, 율리시스 S. 그랜트 대통령 밑에서 제30대 미국 전쟁부 장관을 지냈다. 벨크냅은 1876년 3월 2일 상인 역 스캔들에서의 역할로 탄핵되었으나 상원에서 무죄 판결을 받았다. 벨크냅은 미국 역사상 최초로 탄핵된 내각 장관이었다.
뉴욕 출신인 벨크냅은 1848년 현재 프린스턴 대학교인 뉴저지 칼리지를 졸업하고 조지타운 변호사 밑에서 법률을 공부하여 1851년에 변호사 자격을 취득했다. 그는 아이오와주로 이주하여 랄프 P. 로우와 파트너십을 맺고 변호사로 활동했다. 벨크냅은 민주당 소속으로 정치에 입문하여 아이오와주 하원에서 한 번의 임기를 지냈다. 1861년 남북 전쟁이 발발하자 벨크냅은 북군에 입대했다. 키 크고 건장한 벨크냅은 타고난 북군 지도자이자 모병가였다. 아이오와 홈 가드의 베테랑으로 대위 계급을 달성했던 그는 소령으로 아이오와 자원 보병 제15연대에 임관되었다. 그는 실로에서 부상당하고 코린트를 포함한 수많은 전투에 참여했다. 그는 연대, 여단, 사단, 군단 지휘관으로 복무했으며 고위 참모직도 지냈다. 전쟁이 끝날 무렵 벨크냅은 준장으로 진급하고 자원병 소장으로 명예 진급했다.
정규군 임관을 거절한 후 벨크냅은 앤드류 존슨 대통령에 의해 아이오와주 국세청장으로 임명되었고 4년간 훌륭하게 봉사했다. 1869년 율리시스 S. 그랜트 대통령은 벨크냅을 전쟁부 장관으로 임명했다. 재임 중 벨크냅은 미국 100주년을 기념하여 완전한 컬렉션을 만들 계획으로 이전 장관들의 초상화를 주문했다. 1871년, 벨크냅은 미국이 프로이센-프랑스 전쟁 동안 명목상 중립이었음에도 불구하고 프랑스에 무기와 탄약을 판매하는 데 직접적으로 관여한 후 의회의 조사를 받았다. 같은 해 벨크냅은 치명적인 시카고 화재 희생자들을 위한 원조를 주선했다.
재건 시대 동안 벨크냅의 전쟁부와 미군은 율리시스 S. 그랜트 대통령과 미국의 법무부 장관 사무실의 감독하에 이전 아메리카 남부 연합을 점령하고 정부와 경제에 변화를 시도하면서 점점 더 폭력적인 반란으로부터 해방민을 보호하기 위해 노력했다. 벨크냅은 대부분의 민주당원들이 반대했던 그랜트의 재건 정책을 지지했다.
1875년, 그랜트, 벨크냅, 그리고 그랜트 행정부의 다른 구성원들은 금이 발견된 후 블랙힐스에서 군대를 철수하는 데 비밀리에 동의했다. 미국은 라코타족과의 미국 조약의 일환으로 그 지역을 백인 정착민으로부터 보호하고 있었다. 군대 철수는 백인 정착민의 골드러시를 허용했으며, 라코타족이 그들의 신성한 땅을 팔기를 거부하자 미국은 사실상 점유를 차지했다. 1876년, 포트 실에서 발생한 상인 역 스캔들은 벨크냅의 갑작스러운 사임, 민주당이 장악한 하원에 의한 탄핵, 그리고 상원에 의한 재판으로 이어졌다. 상원의원 대다수가 유죄 평결에 투표했지만, 필요한 3분의 2를 채우지 못해 벨크냅은 무죄 판결을 받았다. 아서 맥아더 시니어 판사는 벨크냅의 워싱턴 D.C. 연방 재판을 기각했다. 벨크냅은 워싱턴에서 변호사 업무를 재개했으며, 아이오와주 남북 전쟁 참전 용사들 사이에서 계속 인기를 누렸고 1890년 심장마비로 사망할 때까지 활발하게 활동했다. 한 역사가는 벨크냅을 미덕과 결점을 모두 가진 사람, 즉 재능 있는 변호사, 행정가, 군 장교였지만 개인적인 부패가 그의 긍정적인 자질을 압도했다고 묘사했다. 역사가들은 벨크냅의 영웅적인 북군 남북 전쟁 복무를 대체로 잊었다.

## 초기 생활과 경력

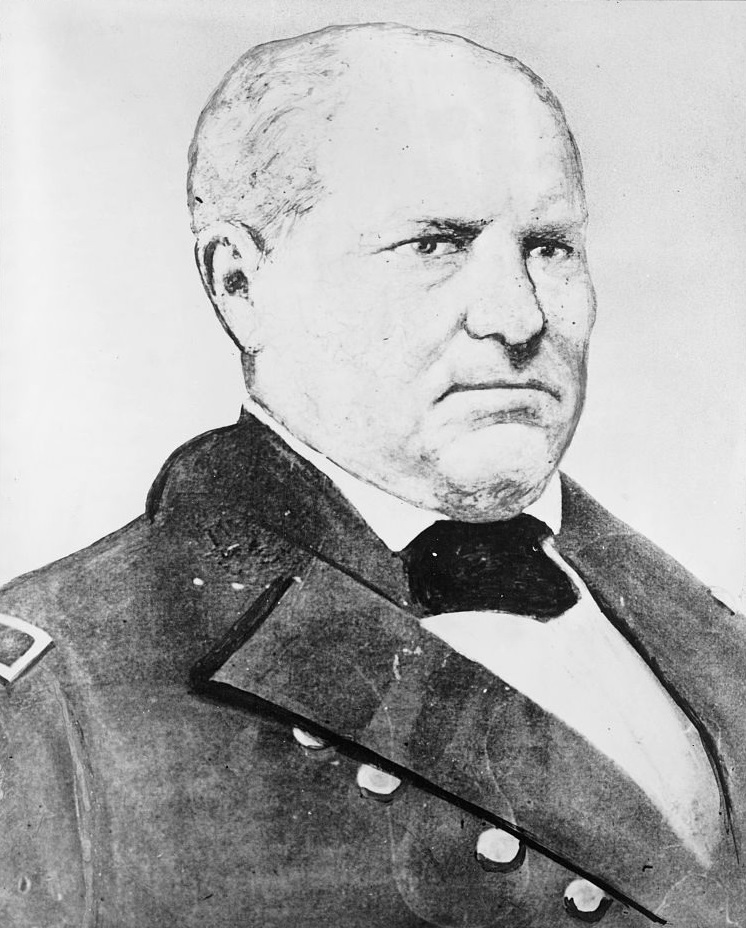

윌리엄 워스 벨크냅은 1829년 9월 22일 뉴버그 (뉴욕주)에서 직업 군인 윌리엄 G. 벨크냅과 앤 클라크 벨크냅의 아들로 태어났다. 벨크냅의 아버지는 미영 전쟁, 제3차 세미놀 전쟁, 멕시코-미국 전쟁에서 뛰어난 활약을 펼쳤다. 벨크냅은 뉴버그의 지역 학교에 다녔고, 1848년 프린스턴의 뉴저지 칼리지를 졸업했다. 벨크냅의 전쟁부 부패에 대한 조사를 나중에 이끌었던 민주당 하원의원 히스터 클라이머와 함께 프린스턴에 다녔을 뿐만 아니라, 벨크냅은 프린스턴에서 클라이머와 벨크냅보다 1년 후배였던 그랜트의 해군 장관 조지 M. 로베슨과 동문이었다. 졸업 후, 그는 조지타운 변호사 휴 E. 캐퍼턴 밑에서 법률을 공부했다. 1851년 윌리엄 크랜치 판사의 시험을 통과한 후, 벨크냅은 워싱턴 D.C. 변호사 자격을 얻었고 정착하여 경력을 시작할 곳을 찾기 시작했다.
그는 서쪽으로 키오쿡 (아이오와주)으로 이주하여 랄프 P. 로우와 파트너십을 맺었다. 아이오와주를 영구 거주지로 삼기로 결정한 벨크냅은 1854년 키오쿡에 집을 지었다. 그는 민주당에 입당하여 1856년 주 의원 선거에 성공적으로 출마하여 1858년부터 1860년까지 제54 선거구에서 아이오와주 하원으로 재직했다. 벨크냅은 아이오와주의 떠오르는 민주당 지도자로 여겨졌다. 벨크냅은 또한 아이오와 홈 가드의 지역 중대인 키오쿡 시 라이플스에 입대하여 대위 계급을 달성했다.

## 결혼과 가족
1854년 벨크냅은 코라 르로이와 결혼했으며, 그녀는 1862년에 사망했다. 그들은 함께 휴 R. 벨크냅이라는 한 자녀를 두었는데, 그는 일리노이주 출신의 미국 하원 의원으로 재직했다. 벨크냅은 1869년 1월 켄터키 출신의 캐리타 S. 톰린슨과 결혼했다. 그녀는 1870년 12월 출산 직후 결핵으로 사망했다.
벨크냅은 1873년 12월 11일, 그의 두 번째 부인의 미망인인 여동생인 아만다(결혼 전 성 톰린슨) 바워와 다시 결혼했다. 그들은 1874년 11월 28일 태어난 딸 앨리스 벨크냅을 두었다. 앨리스 벨크냅은 워싱턴 사교계에서 가장 인기 있는 미녀 중 한 명으로 여겨졌다. 1897년 그녀는 워싱턴 주재 벨기에 공사관의 참사관인 폴 메이와의 약혼을 위해 유대교로 개종했다고 보도되었다. 이 약혼은 이듬해에 파기되었고, 1898년 6월 앨리스 벨크냅은 필라델피아의 윌리엄 바클리 헨리와 결혼했다.

## 남북 전쟁

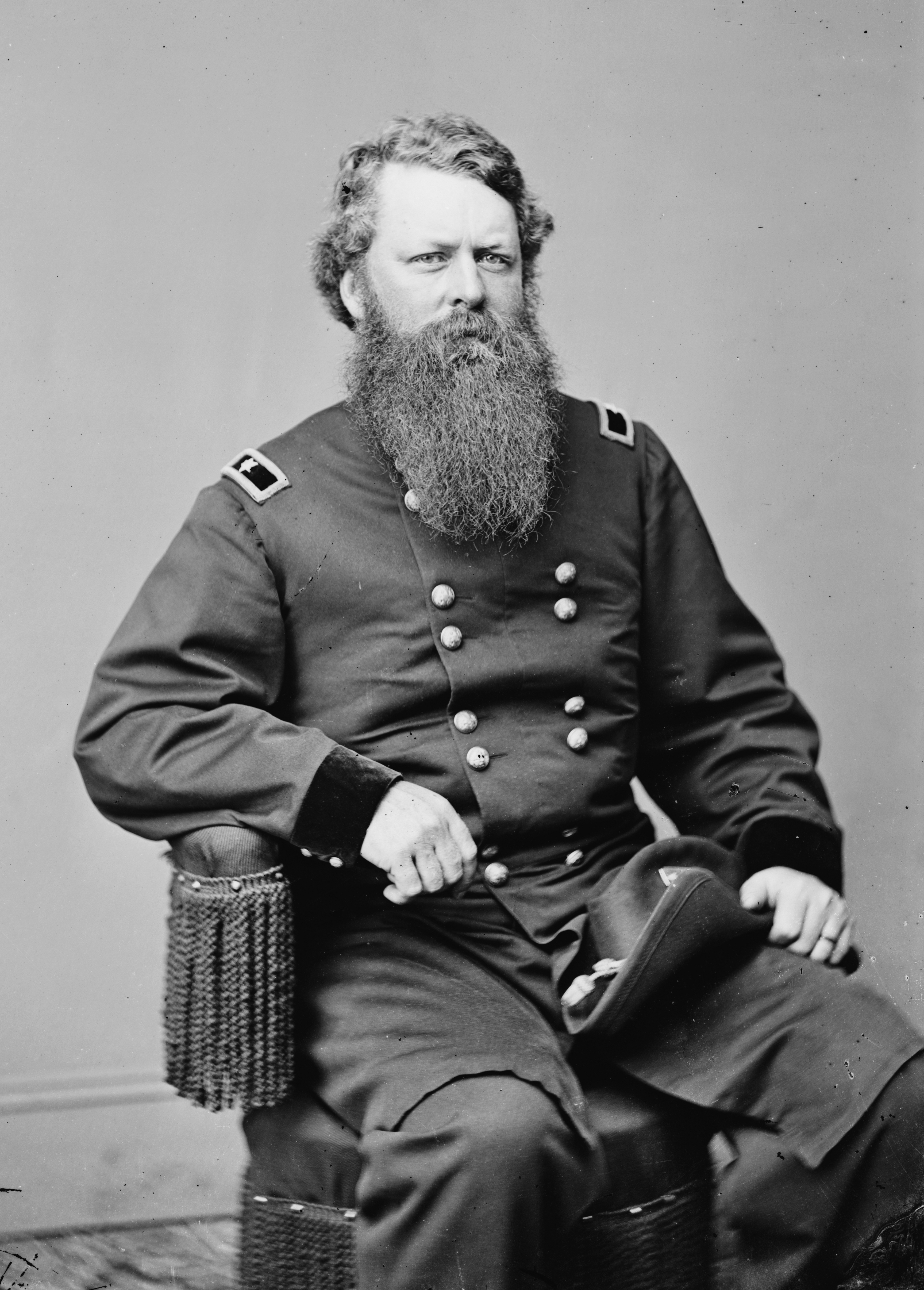

남북 전쟁이 시작되었을 때, 벨크냅은 친전 민주당원으로서 북군에 충성했다. 그는 처음으로 애선스 전투에서 아이오와 홈 가드의 한 중대인 키오쿡 시 라이플스의 대위로 참전했다. 그는 1861년 11월 7일 자원병으로 북군에 입대하여 소령으로 임관되었다. 12월 7일 그는 징집되었고 아이오와 자원 보병 제15연대를 모집하고 장비를 갖추는 임무를 맡았다. 벨크냅은 F&S 중대에 배속되었다. 강인하고 카리스마 있고 잘생긴 벨크냅은 군인의 고된 생활에 잘 어울렸다. 6피트가 넘는 키에 200파운드의 체중, 푸른 눈, 밝은 머리카락, 콧수염, 수염을 가진 벨크냅은 "색슨인-미국 남성다움의 훌륭한 전형"으로 묘사되는 타고난 지도자로 여겨졌다. 또한 변호사로서 개발한 대중 연설 기술과 설득력은 그를 효과적인 모병가로 만들었다. 벨크냅은 지도력, 큰 목소리, 민병대 경험이 새로 입대한 사병 훈련에 도움이 되는 타고난 군인이었다.

### 실로, 코린트, 빅스버그

1862년 3월, 벨크냅 소령과 아이오와 자원 보병 제15연대는 군사 작전에 투입되었다. 세인트루이스에서 증기선을 타고 이동한 벨크냅은 실로 전투의 전선으로 파견되었고, 4월 6일 피츠버그 랜딩에 도착하여 북군 그랜트 장군 휘하의 테네시강군에 합류했다. 벨크냅과 그의 부하들은 호네츠 네스트에서 벤저민 M. 프렌티스 소장 휘하에 복무하도록 명령받았다. 벨크냅과 그의 훈련되지 않은 아이오와 자원 보병 제15연대 병사들은 프렌티스 장군의 약화된 전선에서 정규군 베테랑처럼 싸워야 했다. 벨크냅은 어깨에 경미한 부상을 입었고, 그의 말은 총에 맞아 죽었다. 그 후 그는 걸어서 전장에 남았다. 증원된 그랜트 장군 휘하의 북군은 남군을 코린트로 후퇴시켰고, 실로는 북군의 승리로 간주되었다.

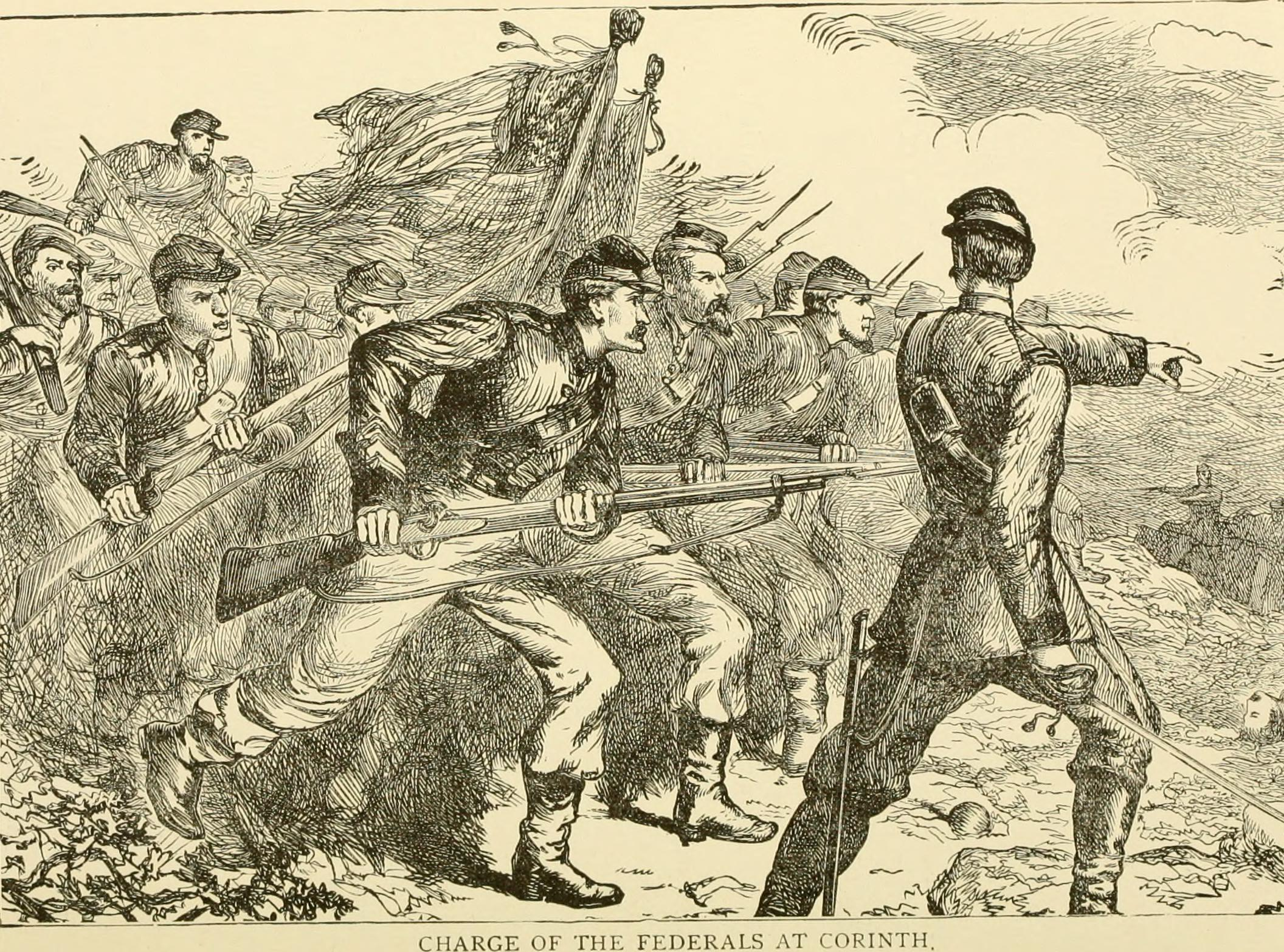
북군의 돌격
코린트 전투 (1862)

실로 전투 후, 벨크냅은 코린트 전투에서 아이오와 자원 보병 제15연대의 임시 지휘관으로 복무했다. 아이오와 자원 보병 제15연대장 휴 T. 리드 대령은 실로 전투에서 목에 심각한 부상을 입어 현역에서 제외되었다. 리드 대령은 실로 전투에서 벨크냅이 "항상 적시에 적절한 장소에 있었으며, 베테랑처럼 침착하게 장교와 병사들을 지휘하고 격려했다"고 말했다. 코린트 전투에서 벨크냅은 "눈에 띄는 용감함"으로 유명했다. 코린트 전투 후 벨크냅과 아이오와 자원 보병 제15연대는 한동안 경비 임무를 수행했다. 벨크냅은 1862년 8월 20일 소령에서 중령으로 정식 진급했다. 벨크냅은 1863년 6월 3일 중령에서 아이오와 자원 보병 제15연대의 대령으로 진급했다.

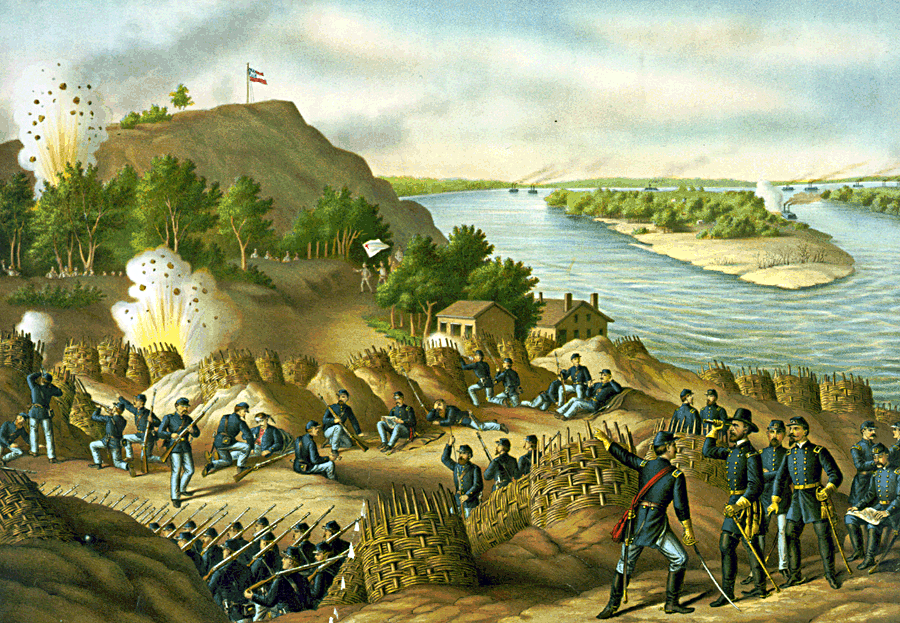
빅스버그 공방전

미시시피강에 있는 남부 연합군의 마지막 거점인 빅스버그를 북군이 점령하는 것은 매우 중요했으며, 이는 남부 연합을 둘로 나눌 것이었다. 벨크냅의 주요 군사 작전은 빅스버그 전투에서 이루어졌고, 남부 연합군 존 클리퍼드 펨버턴 장군이 1863년 7월 4일 북군 그랜트 장군에게 항복할 때까지 계속되었다. 아이오와 보병 제15연대의 벨크냅 대령은 존 맥아더 소장 휘하의 제6사단 제3여단 소속이었다.
1863년 12월 24일, 벨크냅은 빅스버그 남쪽 미시시피주 레드본을 증원하는 아이오와 자원 보병 제11연대와 아이오와 자원 보병 제15연대를 지휘했다. 1864년 2월 26일, 벨크냅은 캔턴 (미시시피주)에서 군사경찰대장으로 복무했다.

### 애틀랜타 전투, 에즈라 교회 전투, 바다로의 행군

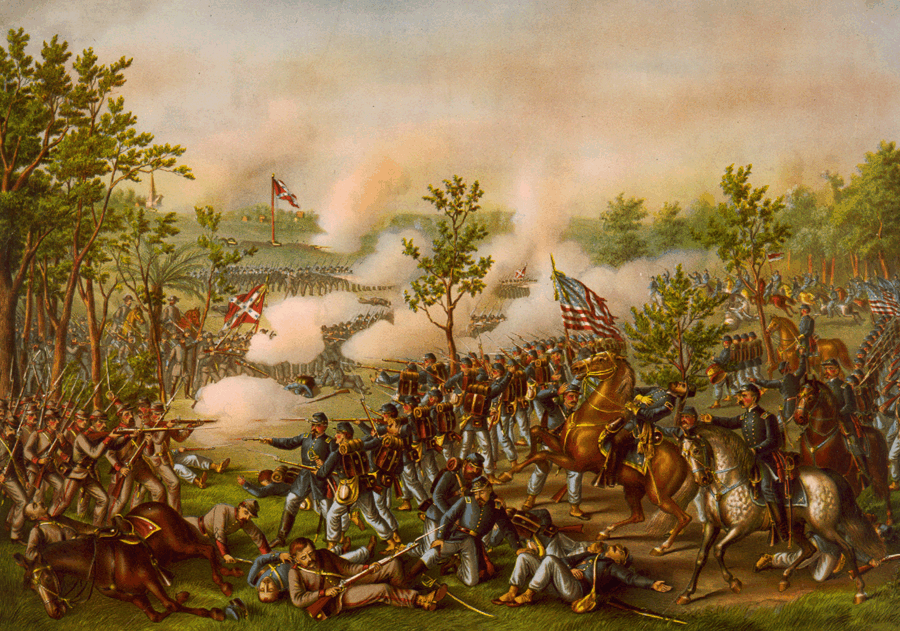

1864년 6월 8일, 벨크냅 대령과 베테랑 아이오와 자원 보병 제15연대는 조지아주 애크워스의 제17군단 제4사단으로 전속되었다. 1864년 7월 22일 애틀랜타 전투에서 벨크냅은 제45 앨라배마 보병 연대에 맞서 뛰어난 활약을 펼쳤다. 벨크냅과 그의 아이오와 병사들은 발드 힐 주변에 참호와 흉벽을 구축하고 진지를 굳혔다. 해리스 D. 램플리 남부 연합군 대령이 이끄는 제45 앨라배마 보병 연대는 두 차례 참호화된 북군 전선을 공격했지만 엄청난 북군 화력에 격퇴되었다. 두 번째 시도에서는 램플리와 그의 남은 병사들이 육박전을 벌이기 위해 북군 전선을 넘어갔다. 총에 맞은 램플리는 쓰러지거나 후퇴하는 병사들을 저주했다. 치열한 전투 중에 건장한 벨크냅은 부상당한 램플리를 깃으로 잡고 남부 연합군 전선을 향해 돌려세우고 "자네 병사들을 보라! 그들은 죽었다! 무엇을 저주하는가!?"라고 외쳤다. 벨크냅은 부상당한 램플리를 포로로 잡았고, 그는 8월 24일 사망할 때까지 구금되었다.
제81 오하이오 보병 연대의 윌리엄 H. 챔벌린은 나중에 다음과 같이 썼다. "다음 날 [1864년 7월 23일] 나는 아이오와 제15연대 소속인 윌리엄 W. 벨크냅 대령(나중에 준장 및 전쟁부 장관이 됨)을 본 것을 기억한다. 그는 거칠고 붉은 수염을 가진 거인 같았으며, 그가 많은 포로들을 주력으로 흉벽 너머로 끌어당겨 사로잡았다고 전해졌다. 전선이 너무 가깝게 붙어 있었기 때문이다."
1864년 7월 28일, 에즈라 교회 전투에서 벨크냅은 모건 루이스 스미스 소장의 제15군단을 증원한 아이오와 자원 보병 제15연대와 오하이오 자원 보병 제32연대를 지휘했다. 7월 30일, 벨크냅은 제17군단 제4사단 사령관으로 준장으로 진급하여 셔먼 소장의 조지아 및 캐롤라이나 작전에 참여했다. 애틀랜타가 북군에 점령된 후, 벨크냅은 바다로의 행진에서 셔먼 소장을 동반했다. 벨크냅은 1865년 3월 13일 명예 육군 소장으로 진급했다. 이는 애틀랜타 전역에서의 그의 용맹에 대한 보상이었다. 정규군 임관을 거부한 벨크냅은 1865년 8월 24일 미 육군에서 전역했다.

## 아이오와 국세청장 (1865–1869)
1865년, 앤드류 존슨 대통령은 벨크냅을 아이오와주 제1지구 국세청장으로 임명했다. 이 직책에서 벨크냅은 수백만 달러의 연방 세금을 징수할 책임이 있었고, 징수관은 징수액의 일정 비율을 지급받아 이 직책은 수익성이 높고 매우 탐나는 자리였다. 벨크냅은 1869년 율리시스 S. 그랜트 대통령에 의해 전쟁부 장관으로 임명될 때까지 4년간 근무했다. 그의 징수관 재임 기간은 미국의 재건 시대와 겹쳤으며, 벨크냅은 이 기간 동안 공화당과 자신을 연관시켰다. 벨크냅은 훌륭하게 봉사했으며, 그의 징수관 계정은 4센트 이내로 정확하게 정산되었다.

## 전쟁부 장관 (1869–1876)

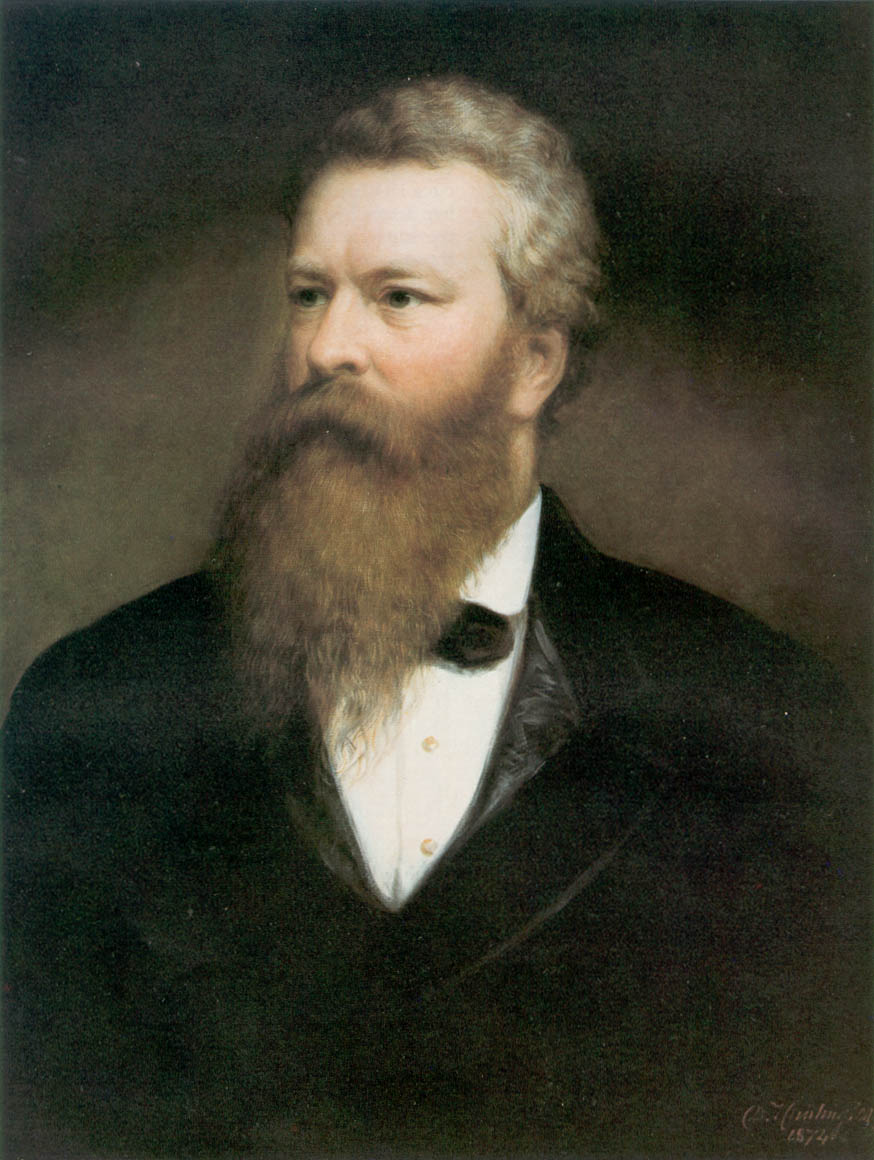

윌리엄 테쿰세 셔먼 육군 대장의 조언에 따라 율리시스 S. 그랜트 대통령은 1869년 10월 25일 벨크냅을 전쟁부 장관으로 임명하여 결핵으로 사망한 존 A. 롤린스 장관의 후임으로 삼았다. 셔먼 자신은 롤린스 사망 후 잠시 전쟁부 장관 대행을 지냈다. 벨크냅은 애틀랜타 전역에서 싸웠고 셔먼의 대행진에 동행했기 때문에 셔먼의 수제자로 여겨졌다. 그랜트 대통령은 벨크냅이 남북 전쟁 동안 유능하게 봉사했으며 전쟁부를 이끌 자격이 있다고 믿었다.
임명 후 벨크냅은 몇 가지 긍정적인 이니셔티브를 실행하거나 권고했다. 그는 의회에 5월 1일을 회계 연도 시작일로 정하여 부처 자금의 보다 정확한 회계를 가능하게 할 것을 권고했다. 그는 후세를 위해 활동을 기록하는 방법으로 주둔지 사령관의 역사 보고서 작성을 시작했으며, 옐로스톤 국립공원 보존 조치를 제안했다. 그러나 벨크냅의 모든 행동이 환영받지는 않았다. 그는 임명 시 셔먼을 우회했고 셔먼의 예산을 줄여 육군 대장 직책의 권한을 약화시켰다.
1874년 셔먼은 워싱턴을 떠나 세인트루이스로 사령부를 옮기는 것으로 응수했다. 올리버 O. 하워드 소장도 벨크냅에게 배척당했다. 1874년 오리건에 주둔하는 동안 하워드 소장은 벨크냅에 대한 자신의 의견을 솔직하게 표명했다. 하워드는 벨크냅이 "그랜트 장군"에게 기만적이며, 벨크냅은 진정한 공화당원이 아니며, 매일 밤 "입이 거친" 민주당 켄터키 동료들과 어울린다고 말했다. 하워드는 또한 벨크냅이 대통령의 인디언 평화 정책에 "찬성하지 않는다"고 의견을 표명했다. 이 발언은 벨크냅 재임 중 전쟁부와 내무부 사이에 미국 원주민 정책에 대한 통제권을 누가 행사할지에 대한 갈등과 관련이 있을 가능성이 높다. 이 시대의 맥락에서 벨크냅의 행동은 지나치게 공격적이거나 과도하다고 볼 수 없을 수도 있다. 미국의 재건 시대와 관련하여 역사가 진 에드워드 스미스는 그랜트 전 육군 장군이 미군 사용을 직접 감독했으며 벨크냅은 "다른 내각 구성원보다 행동의 자유가 적었다"고 언급한다. 벨크냅은 6년 4개월 7일 동안 재임했다.

### 전쟁부 초상화 갤러리 (1869)
1869년 취임 시 벨크냅은 다가오는 1876년 미국 100주년을 기념하여 이전 전쟁부 민간 부서장들의 초상화를 제작할 아이디어를 구상했다. 그리고 유명 예술가인 대니얼 헌팅턴, 로버트 월터 위어, 헨리 울케를 고용했다. 벨크냅의 초상화는 헌팅턴이 1874년에 그렸다. 이 초상화들은 대중이 관람할 수 있도록 독특한 컬렉션으로 모아졌다. 이 초상화 제작 계획은 벨크냅의 후임자들에 의해 계속되었으며, 장관들 외에도 이 컬렉션에는 군사적 업적으로 유명한 다른 인물들도 포함되었다. 이러한 역사 보존 노력은 성공적인 것으로 평가되었고, 벨크냅은 전쟁부 초상화 갤러리 제작에 대해 "전적인 공로"를 인정받았다.

### 인디언 고리 (1870–1876)

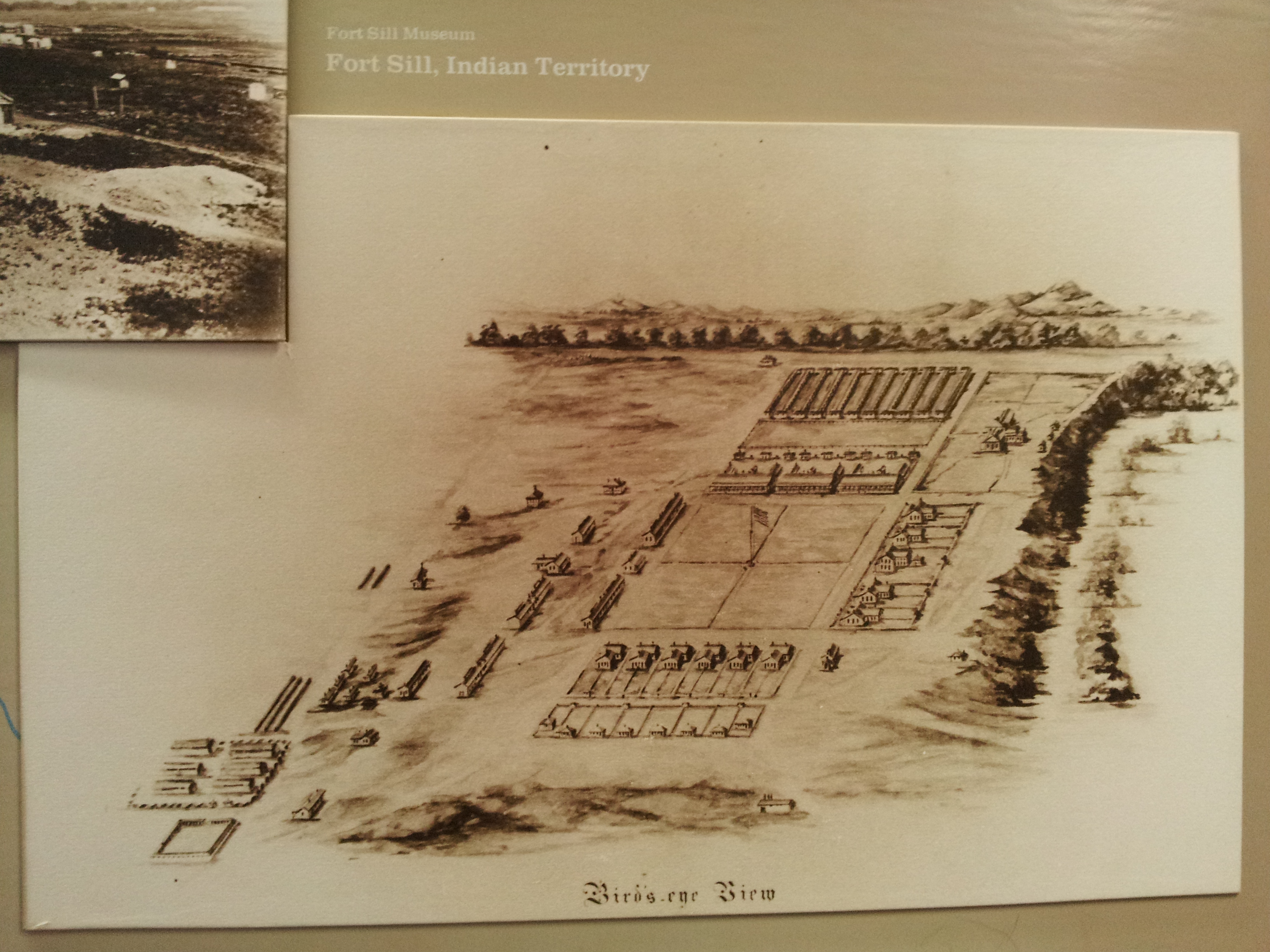

1870년 여름, 벨크냅은 의회를 성공적으로 로비하여 서부 개척지 미군 요새의 매우 수익성이 높은 "상인 지위"에 대한 소유권을 가진 중개인, 즉 상인들을 임명하고 허가할 단독 권한을 부여받았다. 이 독점적인 상인 지위는 도금 시대에 좋은 투자로 여겨졌고 매우 탐나는 자리였다. 7월 15일, 육군 총사령관의 상인 지위 임명 권한이 폐지되어 벨크냅에게 권한을 부여하면서 셔먼의 권한은 더욱 약화되었다.
최대 이윤을 보장하기 위해 벨크냅은 벨크냅이 승인한 상인을 둔 요새에 주둔한 군인들에게 승인된 상인 거래소를 통해서만 보급품을 구매하도록 명령했다. 그 결과, 서부 개척지의 군인들은 평소보다 훨씬 높은 가격으로 물품을 구매해야 했으며, 이로 인해 빚을 지거나 궁핍해졌다. 제7기병대 병장 한 명은 "대부분 유리로 된" 위스키 한 잔이 25센트(1871년 0.25센트는 2019년 5.40달러에 해당)였다고 언급했는데, 당시 군인들은 한 달에 몇 달러(1871년 1.00달러는 2019년 21.60달러에 해당)를 받았다.
적대적인 미국 원주민들은 이 상인거래소에서 고급 단발 후장총과 연발총을 포함한 보급품을 구매했다. 동시에, 벨크냅의 전쟁부는 육군의 소총 요구를 자주 걸리는 열등한 단발 후장총으로 채웠으며, 이는 우수한 후장총과 연발총에는 상대가 되지 않았다. 이 정책은 미군 화력에 부정적인 영향을 미쳤으며, 벨크냅이 퇴임한 지 몇 달 후인 1876년 6월 리틀빅혼 전투에서 조지 암스트롱 커스터와 제7기병대의 패배에 기여했을 수도 있다. (그러나 커스터는 개틀링 기관총을 가져오는 것을 반대했었다. 이것들은 그의 부대가 열등한 소총으로 무장했더라도 커스터의 화력을 증가시켰을 것이다.)
벨크냅의 두 번째 부인 카리타는 사회적으로 야심이 많았고 벨크냅의 연봉 8,000달러(2018년 약 157,000달러)로는 워싱턴 D.C.에서 살고 싶어하지 않았다. 1869년 부부가 아이오와주 키오쿡에서 워싱턴으로 왔을 때, 벨크냅은 윌리엄 H. 수어드 국무장관이 최근 비운 큰 집을 임대했다. 벨크냅 부부는 장관들에게 일반적인 사회적 요구 사항인 대규모 파티를 주최하면서 초대 범위를 너무 넓혔다. 그들의 행사 중 하나에는 많은 젊은 육군 장교를 포함하여 1,200명의 손님이 있었고, 그 결과 시끄러운 행동으로 인해 커튼, 소파, 기타 가구의 파괴를 포함하여 광범위한 손상과 기물 파손이 발생했다. 벨크냅 부부는 손상 비용을 지불할 여유가 없었고, 워싱턴 사교계를 떠나 하숙집에서 살면서 비용을 절감하거나 수입을 늘릴 방법을 찾아야 했다.
그들은 추가 수입을 찾기로 결정했고, 카리타는 오클라호마 인디언 준주에 위치한 최근 건설된 포트 실에서 수익성이 좋은 "캐시 카우" 인디언 거래자 직책을 얻을 계획을 세웠다. 카리타는 남편에게 뉴욕 계약자 케일럽 P. 마쉬를 포트 실 거래자로 임명하도록 로비했다. 노련한 상인인 존 S. 에반스는 이미 임명되어 있었고 포기하고 싶지 않았다. 문제를 해결하기 위해 마쉬는 에반스가 포트 실 거래자 직책을 유지하는 대신 마쉬에게 연간 12,000달러를 분기별로 지불하도록(2018년 약 236,000달러) 허용하는 불법적인 파트너십 계약을 체결했다. 마쉬는 다시 자신의 12,000달러 중 절반을 카리타에게 분기별로 지불해야 했다. 모든 당사자는 이 합의에 동의했다. 그러나 카리타는 1870년 12월 출산 후 결핵으로 사망하기 전까지 단 한 번의 지불만 받았다.
카리타가 사망한 후 마쉬는 카리타의 여동생인 아만다(일명 "푸스")에게 계속해서 분기별 이익 지분을 지불했으며, 그녀는 카리타의 자녀를 위한 신탁 기금으로 보관할 목적으로 벨크냅 가족과 함께 이사했다. 아만다와 마쉬 사이의 이러한 이득 추구 합의는 벨크냅의 전적인 지식과 동의하에 이루어졌다. 1871년 6월 카리타의 자녀가 사망한 후 아만다는 유럽 여행을 떠났고, 벨크냅은 아만다가 돌아와 벨크냅의 세 번째 부인이 된 1873년 12월까지 계속해서 분기별 뇌물 지불을 받았다. 아만다는 아름다운 젊은 사교계 명사였으며, 가족으로부터 물려받은 겸손한 재산을 지키면서 워싱턴 사회에서 높은 지위를 얻으려 했기 때문에 벨크냅에게 혼전 계약을 요구했다.
벨크냅은 그랜트 대통령의 개인 비서였던 오빌 바브콕이 지은 G가에 있는 큰 새 집을 임대했다. 그 때부터 벨크냅과 아만다는 계속해서 마쉬의 분기별 지불을 받았다. 아만다는 언니 카리타보다 더 자기 만족적이었고, 파티와 다른 행사에서 화려한 가운, 보석 및 기타 액세서리를 착용하여 워싱턴 사회에서 "낭비벽 미녀"라고 불렸다. 벨크냅 가족의 워싱턴 사회 접대, 호화로운 파티 개최, 우아한 옷차림과 같은 사치스러운 생활 방식은 민주당 정치인과 워싱턴 영주권자 모두에게 시샘을 불러일으켰다. 그러나 벨크냅 가족이 뇌물을 받고 있다는 사실은 민주당이 장악한 하원이 1876년 2월 조사를 시작하기 전까지는 공개적으로 알려지지 않았다. 이 조사 결과 벨크냅과 그의 아내들이 마쉬로부터 약 20,000달러(2018년 약 394,000달러)의 뇌물을 받은 것으로 밝혀졌다.

### 프랑스 무기 판매 (1870)
1870년부터 1871년까지 프로이센-프랑스 전쟁 동안 미국은 중립을 선언했다. 벨크냅은 그랜트 행정부 비판가들, 특히 찰스 섬너와 카를 슈르츠 상원의원들에게 중립을 위반하고 프랑스 요원들에게 무기를 판매했다는 비난을 받았다. 실제로 벨크냅은 구식 미군 전쟁부 총기를 E. 레밍턴 앤 선즈 화기 및 탄약 회사를 소유한 레밍턴 가족의 이웃에게 판매했다. 샘uel 레밍턴은 프랑스 정부의 무기 판매 대리인으로서 이 총기들을 프랑스에 판매하는 것을 주선했다. 벨크냅은 나중에 프랑스 육군에 5천4백만 발의 탄약 – 이전 레밍턴 이웃에게 판매했던 총기에 특별히 맞는 탄약 – 을 판매했다. 1872년에 이루어진 의회 조사는 벨크냅의 무죄를 입증했다.

### 사면된 생도 스미스 (1871)
미국의 재건 시대 동안, 전 노예인 제임스 웹스터 스미스는 웨스트 포인트에 입학한 최초의 아프리카계 미국인 생도가 되었다. 1870년 수업을 시작한 스미스는 백인 생도들에게 즉시 심하게 괴롭힘을 당했다. 벨크냅의 조카 중 한 명은 아카데미의 생도였는데, 스미스를 괴롭힌 혐의로 징계(하지만 다른 처벌은 없음)를 받았다. 또 다른 사례에서는 스미스가 백인 생도와 싸운 혐의로 체포되어 군사 재판에 회부되었지만, 스미스는 단지 자신을 방어했을 뿐이라고 말했다. 아프리카계 미국인 민권 옹호자이자 재판을 담당했던 올리버 O. 하워드 소장은 스미스에게 무죄를 선고하고 무질서한 행동에 대해 가벼운 처벌을 내렸다. 이는 아카데미의 군사 정의국을 격분시켰고, 이들은 1870년 11월 20일 벨크냅에게 공식적인 항의를 제기했다. 또 다른 괴롭힘 사건에서는 1871년 1월, 스미스가 행진할 때 머리를 들지 않았다는 이유로 다시 체포되었고, 이는 백인 생도들에게 심하게 괴롭힘을 당한 후였다.
하워드가 이제 미국 서부로 재배치되자, 아카데미 행정부는 스미스를 강제 퇴출시키기로 결정했다. 이번에는 그가 유죄 판결을 받았고, 그의 사건은 벨크냅에게 항소되었다. 스미스는 퇴학을 권고받았지만, 벨크냅은 그랜트 대통령에게 개입하여 형량을 학업적으로 뒤처지게 하여 생도 과정을 반복하게 했다. 스미스는 1874년까지 웨스트 포인트에 남아 있었는데, 백인 우월주의자인 피터 S. 미시 교수가 전통적인 웨스트 포인트 관행을 무시하고 스미스에게 개인 시험을 치르게 한 후, 스미스가 불합격했다고 주장했다. 스미스는 재시험 기회를 거부당하고 웨스트 포인트에서 강제 퇴출당했다.
벨크냅은 1871년 웨스트 포인트 교장으로 임명된 토마스 H. 루거 소장이 1873년까지 생도 괴롭힘을 줄이고 "불명예스러운" 관행을 근절하기 위해 강력한 노력을 기울인 것에 동의했다. 벨크냅은 웨스트 포인트 교장으로서 루거의 성과를 칭찬하며 "저는 귀하의 경영 성공에 매우 만족하며, 귀하가 취임한 이후 그곳에 있었던 모든 계급의 장교들과 민간인들과의 개인적인 대화에서도..."라고 말했다. 다른 아프리카계 미국인들은 스미스에 이어 웨스트 포인트에 입학했으며 헨리 O. 플리퍼는 1877년 아카데미를 졸업한 최초의 인물이 되었다. 1997년 빌 클린턴 대통령은 스미스에게 사후 소위 임관을 수여하여 그에게 가해진 잘못을 인정하고 바로잡으려 했다.

### 시카고 화재 피해자 구호 (1871)

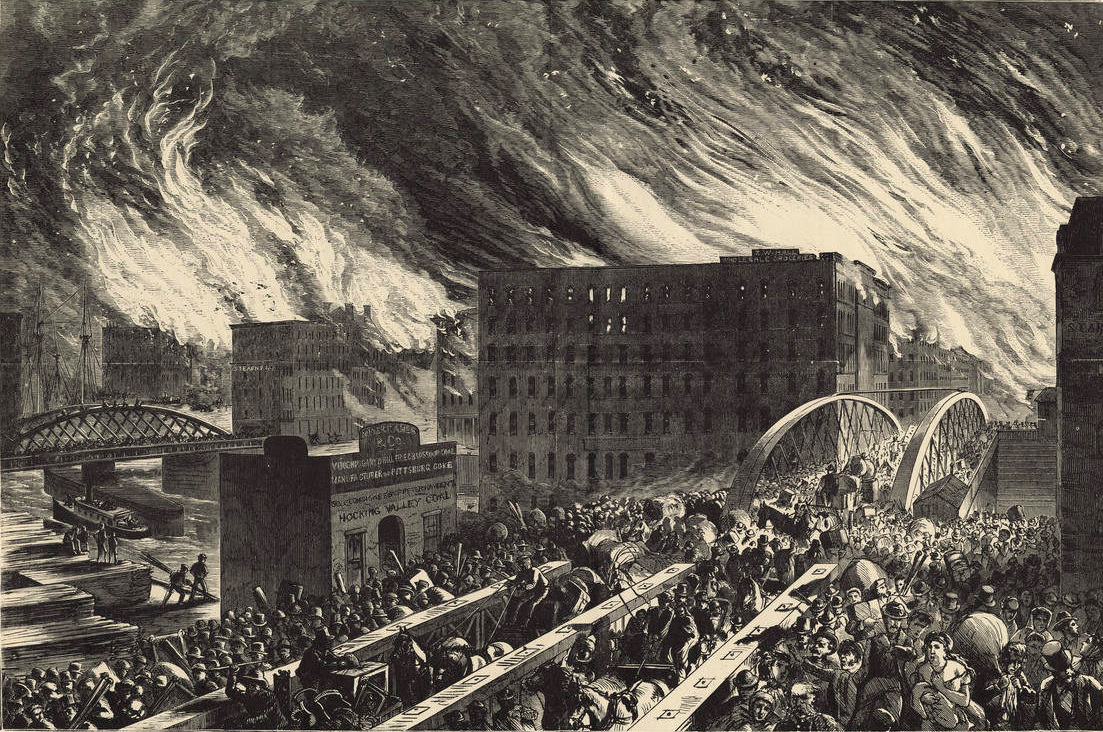
벨크냅은 1871년 파괴적인 시카고 화재 피해자들을 도왔다.

1871년 10월 8일부터 10일까지 파괴적인 화재가 시카고의 대부분을 태워 파괴하여 수백 명의 사망자와 2억 달러(2018년 거의 40억 달러)의 피해를 입혔다. 10만 명 이상의 시민이 궁핍하고 집을 잃었다. 벨크냅은 10월 9일 신속하게 조치를 취하여 세인트루이스에서 식량을, 제퍼슨 배럭스에서 텐트를, 그리고 오마하 요새에서 두 개 중대의 병력을 보내 평화와 질서를 유지하도록 명령했다. 10월 10일, 벨크냅은 필립 셰리든 중장에게 서신을 보내 화재는 "...국가적 재난이다. 희생자들은 국민의 진심 어린 동정을 받는다"고 밝혔다. 벨크냅은 전국 각지의 군 장교들에게 시카고에 "자유롭고 신속하게" 물품을 보내도록 명령했다.
1871년 12월 그랜트 대통령에게 보낸 연례 보고서에서 벨크냅은 화재가 진행 중인 상황에서도 신고 몇 시간 만에 시카고 화재로 노숙자와 궁핍한 사람들을 돕는 작전의 효율성에 대해 전쟁부를 칭찬했다. 벨크냅은 또한 셰리든과 그의 지휘하에 있던 여러 부대들이 파괴된 도시에서 법과 질서를 유지한 것에 대해 칭찬했다.

### 수감자 및 교도소 개혁 요청 (1871)
1871년 여름, 미군 장교들로 구성된 미국 위원회가 퀘벡주, 캐나다의 영국군이 운영하는 군 교도소를 방문했다. 위원회는 모범수에 대한 포상 제도, 수형 기간 종료 시 수감자들을 군 복무로 복귀시키고 재범을 방지하는 것을 목표로 한 고된 신체 운동과 힘든 군사 훈련 및 의례를 처벌로 포함하는 영국 방식을 미군에 채택할 것을 권고했다. 벨크냅은 위원회의 권고를 승인하고 영국 시스템을 미군에 통합할 것을 의회에 요청했으며, 또한 새로운 프로그램에 대한 자금 지원은 군인들이 수감 기간 동안 급여를 몰수하도록 함으로써 충당할 것을 요청했다.

### 뉴올리언스 1872년 거리 폭동
재건 시대 동안 그랜트는 남부의 아프리카계 미국인에 대한 시민권과 투표권을 강제 시행했으며, 1871년 쿠 클럭스 클랜을 파괴하기 위해 군대와 새로 창설된 법무부를 집행법에 따라 사용했다. 미국의 재건 시대 동안 루이지애나주는 가장 정치적으로 혼란스럽고 폭력적이며 논쟁이 많은 주 중 하나였다. 경쟁하는 정치 파벌들은 주 정부의 권력을 놓고 싸웠고, 백인 반란군들은 해방민과 그들의 지지자들을 자주 공격하여 평화를 유지하기 위해 연방군의 배치가 필요했다.
1872년 1월 내내 전쟁부는 헨리 클레이 워머스 주지사의 파벌과 전 루이지애나 하원 의장인 조지 W. 카터의 파벌 간의 뉴올리언스에서의 폭력적 대치 가능성 때문에 높은 경계 태세를 유지했다. 워머스는 아프리카계 미국인의 사회적 평등과 투표권을 지지했지만, 남부 보수주의자들은 그를 부패한 북부 카펫배거로 간주했다. 무질서를 막기 위해 뉴올리언스를 담당했던 루이빌 지구 사령관인 윌리엄 H. 에모리 소장은 폭력을 막기 위해 연방군이 필요하다고 결정했다. 벨크냅 장관은 총사령관 윌리엄 T. 셔먼에게 에모리의 요청을 지지한다고 알렸다. 1월 5일, 뉴올리언스에 연방군이 배치되어 폭력을 막았고, 1월 11일까지 그 지역을 점령할 예정이었다. 벨크냅 장관은 그랜트 대통령에게 에모리가 군사력 사용에 대한 결정을 내리기에 가장 적합하다고 조언했다.
1월 9일, 워머스 주지사 지지자가 암살된 후 거리 폭동이 발생했고, 워머스 주지사의 주 경찰은 젬 살롱에서 카터의 파벌을 공격하여 해산시키는 것으로 보복했다. 에모리는 1월 10일 질서 회복을 위해 증원군을 배치했다. 1월 12일, 그랜트 대통령은 주 정치에 개입하고 싶지 않아 전쟁부를 통해 뉴올리언스 시장에게 루이지애나 주에 계엄령을 선포하지 않을 것이라고 알렸다. 수천 명의 카터 지지자들이 분노하여 거리로 나섰다. 에모리는 개틀링 기관총으로 무장한 병력을 배치했다. 에모리가 미군을 사용하여 평화를 유지할 것이라고 믿었기 때문에 카터의 병사들은 해산했다.
1월 15일, 그랜트 대통령은 벨크냅에게 어느 파벌에도 편들지 않고 "유혈 사태의 위험"을 막고 싶다고 편지를 썼다. 1월 16일, 조지 H. 윌리엄스 법무장관은 워머스 주지사에게 그랜트 대통령은 "명백한 법적 권리와 압도적인 필요성"이 있을 때만 편들겠다고 말했다. 1월 22일, 워머스 주지사와 카터가 대립하는 민병대를 조직하고 폭력을 준비하고 있다는 것을 알게 된 그랜트 대통령은 전쟁부를 통해 에모리에게 필요하면 병력을 사용하도록 명령을 내렸다. 에모리가 워머스 주지사와 카터에게 그랜트 대통령의 메시지를 전달하자, 그들은 그들의 파벌을 해산하고 10개월 동안 평화를 유지했다.

### 이즈 교량 위원회 (1873)

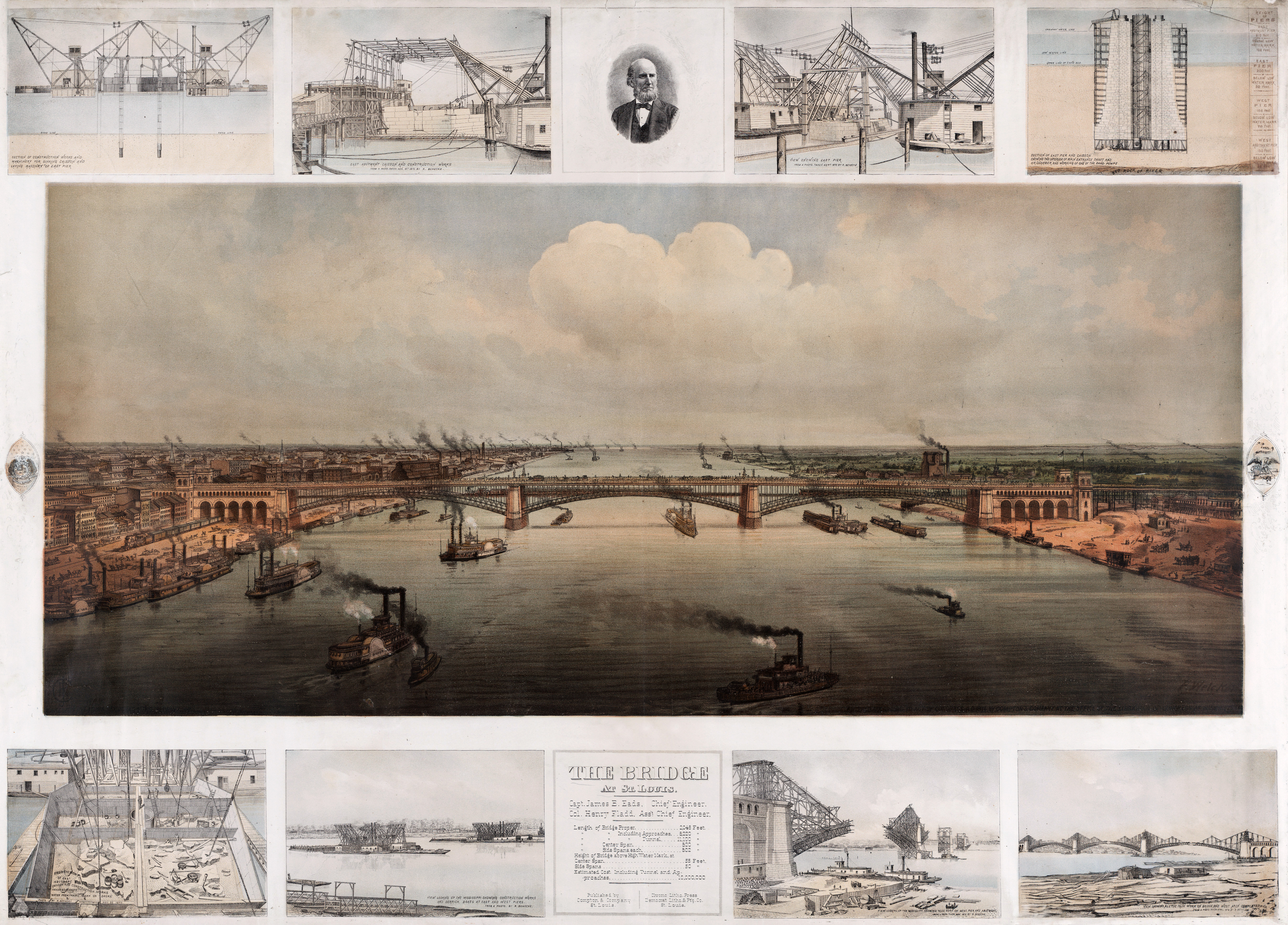

1873년, 아메리카 최초의 강철 아치 교량으로 제임스 B. 이즈의 이름을 딴 교량이 세인트루이스에서 완공을 앞두고 있었다. 키오쿡 패킷 증기선 회사의 영향을 받은 벨크냅은 이 교량의 완공에 반대했다. 그는 증기선이 그 아래를 항해하기 위해 굴뚝을 낮출 필요가 없도록 교량을 철거해야 한다고 주장했다. 벨크냅은 교량을 철거하고 증기선이 통과할 수 있는 설계로 재건하거나, 증기선이 통과할 수 있도록 교량 주변에 운하를 건설하는 것에 대한 권고를 할 위원회를 만들었다. 그랜트와 친구였던 이즈는 벨크냅이 의회에 보고서를 제출하기 전인 1873년 11월 워싱턴 D.C.를 방문하여 그랜트에게 교량을 파괴로부터 구해달라고 요청했다. 벨크냅은 연방법에 따라 전쟁부 장관이 미시시피강의 방해를 막을 권한이 있다고 주장했다.
이에 대해 그랜트는 벨크냅에게 의회가 교량 건설을 승인했으며, 의회가 교량을 철거하는 데 필요한 자금을 승인할 가능성이 없다고 상기시켰다. 그는 벨크냅의 결정을 뒤엎고 벨크냅에게 직접 "당신은 당신의 권한으로 이 구조물을 파괴할 수 없습니다...장군, 이 사건은 그만두는 것이 좋습니다."라고 말했다. 벨크냅은 당황하여 얼굴이 붉어지며 일어서 그랜트 대통령에게 절하고 회의를 떠났다. 이즈 교량은 1874년에 완공되었으며 오늘날까지 활발하게 사용되고 있다.

### 매튜 브래디 남북 전쟁 사진 보존 (1874)
1872년 사진작가 매튜 브래디는 파산했고, 그의 사진과 네거티브를 포함한 소유물은 채권자들을 만족시키기 위해 판매되었다. 1874년, 뉴욕시의 한 창고 소유주가 2,000개 이상의 브래디 네거티브 세트를 판매하려고 내놓았고, 벨크냅은 2,500달러에 이를 구매하도록 승인했다. 네거티브는 조심스럽게 포장되거나 운송되지 않았고, 전쟁부가 소유권을 넘겨받을 때까지 약 3분의 1이 손상되거나 파괴되었다.
브래디는 나중에 벨크냅에게 2,500달러 중 자신이나 채권자에게 간 것이 없다고 불평했다. 토론 중에 브래디는 두 번째 네거티브 세트를 판매하겠다고 제안했고, 의회는 구매를 위해 최대 25,000달러를 책정했으며, 벨크냅은 자료를 검토하고 전쟁부 변호사로부터 그 가치에 대한 조언을 얻은 후 전액 지불을 승인했다.
벨크냅의 주도로, 전쟁부는 남북 전쟁 시대의 저명한 군사 및 정부 관리, 전장, 방어 시설 사진을 포함한 6,000개 이상의 이미지를 확보했다. 이 컬렉션은 나중에 연방 정부가 구매한 다른 브래디 사진 컬렉션과 통합되었고, 이후 목록화되어 미국 국립문서기록관리청과 미국 의회도서관에서 관리되고 있다.

### 옐로스톤 탐험 (1875)
1875년 여름, 벨크냅은 그랜트 대통령이 1872년 3월 2일 서명한 법률에 따라 설립된 미국 최초의 국립공원인 옐로스톤을 탐험하기로 결정했다. 벨크냅을 동반한 이들은 랜돌프 B. 마시 대령, 제임스 W. 포시스 중령, 그리고 시카고 사업가 윌리엄 E. 스트롱이었다. 탐험을 이끈 사람은 1870년 워시번-랭포드-돈 탐험을 이끌었던 구스타부스 C. 돈 중위였는데, 이 탐험은 옐로스톤 지역에 대한 최초의 광범위한 연방 조사로, 공원 설립에 부분적으로 기여했다. 돈은 주둔지였던 포트 엘리스를 떠나 매머드 핫 스프링스에서 벨크냅 일행의 도착을 준비했다.
7월 26일, 벨크냅 일행은 포트 엘리스에 도착하여 돈을 만나러 갔다. 돈의 안내를 받아 벨크냅 일행은 1870년 탐험대의 원래 경로를 따라가면서 여행 중 발견되는 큰 사냥감을 사냥하려고 했다. 벨크냅 일행에는 24명의 병사와 2대의 구급차가 포함되어 있었다. 2주간의 탐험은 돈이 사냥할 큰 사냥감을 찾을 수 없었고, 옐로스톤 대협곡을 잠깐 본 후 벨크냅 일행이 돈이 마침내 길을 찾을 때까지 몇 시간을 기다려야 하는 등 어려움이 많았다.

### 대수 전쟁 (1876)
1874년 7월 말, 조지 A. 커스터 대령이 이끄는 미 육군 탐험대가 블랙힐스에서 금을 발견했다. 곧이어 많은 금광업자들이 1868년 포트 라라미 조약에 따라 인디언에게 부여된 땅을 침범했다. 1875년 6월, 그랜트 대통령은 인디언들에게 토지 임대료로 연간 10만 달러 또는 블랙힐스에 대해 600만 달러를 제안하여 문제를 해결하려고 했다. 타탕카 이요타케 추장 휘하의 라코타 수우족은 이 제안이 수우족을 오클라호마의 인디언 준주로 이주시켜야 하므로 거절했다.
1875년 11월 3일, 위기가 고조되자 그랜트 대통령은 백악관에서 벨크냅, 재커라이어 챈들러 내무장관, 필립 셰리든 장군을 포함한 비밀 회의를 열었다. 셰리든은 그랜트에게 미 육군은 병력이 부족하고 관련 영토가 방대하여 조약을 집행하는 데 많은 수의 병사가 필요하다고 말했다. 그랜트, 벨크냅, 챈들러는 블랙힐스에서 미군을 철수하여 광부들이 인디언 준주에서 광산 채굴을 허용하는 계획에 동의했다. 역사가 제프리 오스트러에 따르면, 군대 철수의 목적은 인디언 전쟁을 시작하는 것이었다.
1875년 12월 3일, 챈들러는 모든 인디언에게 각자의 보호구역으로 돌아가라고 명령했지만, 타탕카 이요타케와 타슈카 위트코 휘하의 호전적인 인디언들은 돌아가기를 거부했다. 1876년 1월까지 4,000명의 광부들이 불법적으로 인디언 땅을 점령했다. 호전적인 인디언들이 1월 31일 마감일까지 사냥터를 떠나기를 거부하자 챈들러는 인디언들을 벨크냅의 전쟁부로 넘기며 "해당 인디언들은 상황에 따라 육군이 적절하다고 판단하는 조치를 취할 수 있도록 귀하[벨크냅]에게 넘겨집니다"라고 진술했다.
1876년 2월 8일, 크룩과 테리 장군은 호전적인 인디언에 대한 겨울 군사 작전을 시작하라는 명령을 받았고 대수 전쟁이 시작되었다. 1876년 3월 1일, 크룩은 영하의 날씨에 더글러스 (와이오밍주) 근처 페터먼 요새에서 북쪽으로 진군하여 파우더 강에서 타탕카 이요타케와 타슈카 위트코와 그들의 인디언 추종자들을 공격했다. 다음 날인 3월 2일, 벨크냅은 포트 실 상인 역 스캔들로 인해 갑자기 사임했다. 3월 3일부터 3월 7일까지 전쟁부는 조지 M. 로베슨 해군장관의 임시 대행으로 운영되었다. 1876년 3월 8일, 알폰소 태프트가 그랜트에 의해 전쟁부 장관으로 임명되었다. 대수 전쟁은 러더퍼드 B. 헤이스 대통령 재임 중인 1877년 4월에 끝났다.

### 부패, 사임, 그리고 하원 탄핵 (1876)

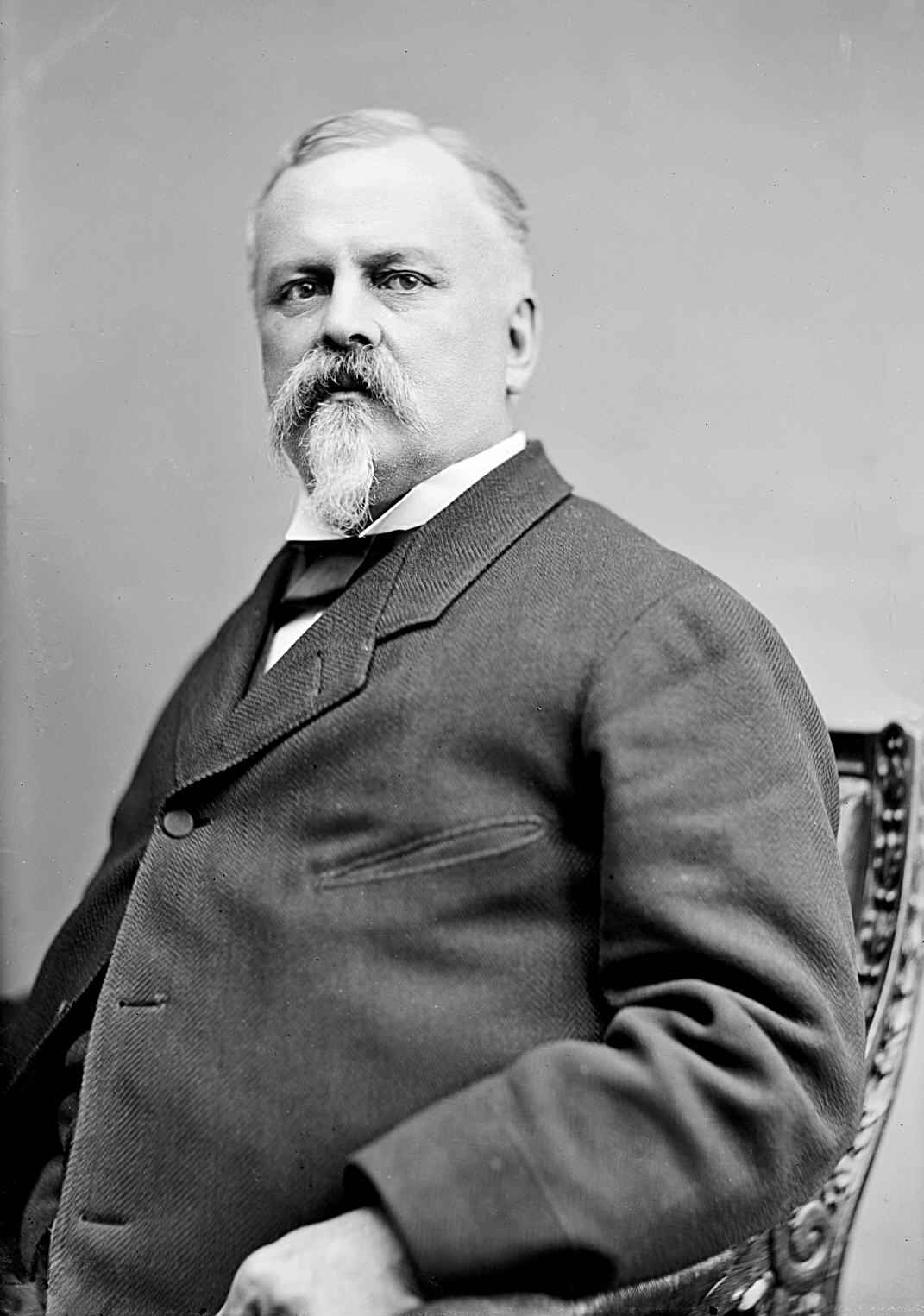
민주당 하원의원 히스터 클라이머는 벨크냅의 전쟁부를 조사했다

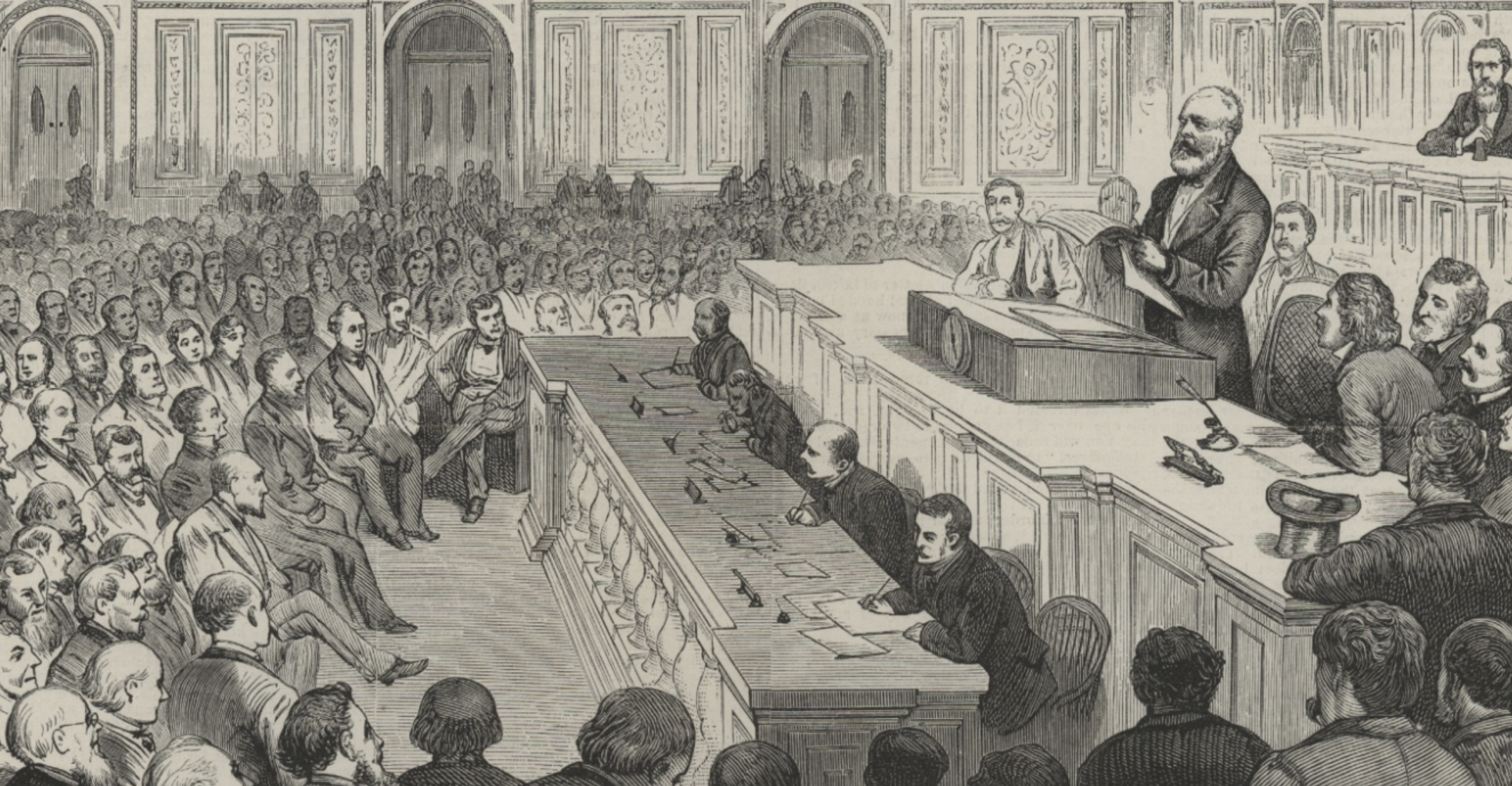
클라이머 하원의원이 하원에서 탄핵을 권고하는 보고서와 결의안을 읽고 있다

1876년 2월 29일, 벨크냅이 상인 영업 이익을 받고 있다는 소문이 전쟁부 지출 위원회 위원장인 히스터 클라이머 의원에게 전달되었다. 이에 대응하여 클라이머는 전쟁부에 대한 조사를 시작했다. 클라이머와 벨크냅은 친구이자 대학 기숙사 룸메이트였음에도 불구하고, 클라이머는 흑인 미국인에 대한 인종 차별주의자였으며 공화당 재건에 강력히 반대했다. 벨크냅의 재임 기간 동안, 육군은 법무부와 함께 쿠 클럭스 클랜을 기소하는 데 사용되었는데, 이는 대부분의 민주당원들이 반대하는 정책이었다. 케일럽 P. 마쉬는 클라이머 위원회에 벨크냅이 마쉬와 존 S. 에반스 사이의 파트너십 계약의 일환으로 포트 실 상인 영업 이익금을 직접 받았다고 증언했다. 1876년 2월 29일, 벨크냅과 그의 변호사는 클라이머 위원회에 출석했지만, 벨크냅은 증언을 거부했다.
3월 2일 아침, 벤저민 브리스토 재무장관은 그랜트 대통령에게 벨크냅의 임박한 탄핵에 대해 알렸다. 그랜트가 아침 식사를 마친 후, 벨크냅 장관과 챈들러 장관이 백악관에 도착했다. 벨크냅은 극도로 불안해하며 공개적으로 눈물을 흘렸고 그랜트에게 고백했다. 벨크냅은 그랜트에게 한 문장짜리 사임서를 건넸다. 그랜트는 벨크냅의 사임을 수락하는 편지를 직접 써서 오전 10시 20분 백악관 선반에 올려놓았다.
클라이머 위원회는 오전 11시에 벨크냅의 사임 통보를 받았다. 벨크냅의 사임이 처음에는 하원 의원들 사이에 소동을 일으켰지만, 클라이머 위원회의 조치를 막지는 못했다. 하원 위원장은 법률상 하루의 분할을 인정하지 않는 것이 원칙이며, 하원은 이 경우 예외를 둘 이유를 찾지 못했다고 밝혔다.:43 위원회는 벨크냅을 탄핵하는 결의안을 만장일치로 통과시키고 상원에 보낼 5개 탄핵 조항을 작성했다. 그리하여 벨크냅은 1876년 3월 2일 하원의 만장일치로 사임과 동시에 탄핵되었다. 이는 미국 역사상 내각 장관이 탄핵된 두 번 중 처음이었고, 두 번째는 2024년 알레한드로 마요르카스 탄핵이다.
마이클 C. 커 하원의장은 상원에 벨크냅이 "탄핵 절차를 회피할 의도로" 사임했다고 서한을 보냈지만, 블런트 상원의원의 1797년 탄핵 이후 몇 년 안에 여러 판사를 포함한 많은 관리들이 탄핵 위협을 받고 이를 피하기 위해 사임했으며, 그 후 그들에 대한 절차는 중단되었다.:39
1876년 3월 29일과 4월 4일, 조지 암스트롱 커스터는 상원 재판을 위해 증거를 계속 수집하는 클라이머 위원회에 증언했다. 커스터의 증언은 그랜트의 형제와 전쟁부 장관 모두를 부패로 비난했기 때문에 전국적인 언론의 센세이션을 일으켰다. 벨크냅이 사임했음에도 불구하고, 그는 그랜트를 포함하여 워싱턴 D.C.에 많은 정치적 동맹이 있었다. 커스터는 이전에 그랜트의 아들인 프레더릭 덴트 그랜트 육군 장교를 음주 혐의로 체포했었다. 그 사건과 클라이머 위원회에 대한 증언으로 인해 커스터는 그랜트의 불쾌감을 샀다. 커스터가 상황을 해결하고 자신의 연대를 이끌고 리틀빅혼 전투로 이어질 원정으로 복귀할 수 있는 그랜트의 허락을 받는 데 한 달 이상이 걸렸다.
벨크냅이 3월에 갑자기 사임하자 그랜트는 급히 해군 장관 조지 M. 로베슨에게 일주일 동안 전쟁부를 임시로 운영해 달라고 요청해야 했다. 그랜트는 그 후 알폰소 태프트를 전쟁부 장관으로 임명했다. 태프트는 변호사이자 전직 판사였으며, 군사 문제에 익숙하지 않았지만 전쟁부를 안정시키기 위해 마지못해 봉사하기로 동의했고, 그랜트는 나중에 그를 다른 더 적합한 직책에 지명할 것을 약속했다. 5월에 그랜트는 기존 법무장관인 에드워즈 피어리폰트를 영국 대사로 임명하여 법무장관직에 공석을 만들면서 약속을 지켰다. 그 후 그는 태프트를 법무장관으로, J. 도널드 카메론을 태프트의 후임 전쟁부 장관으로 임명했다.

## 상원 재판, 가택 연금, 그리고 상원 무죄 판결

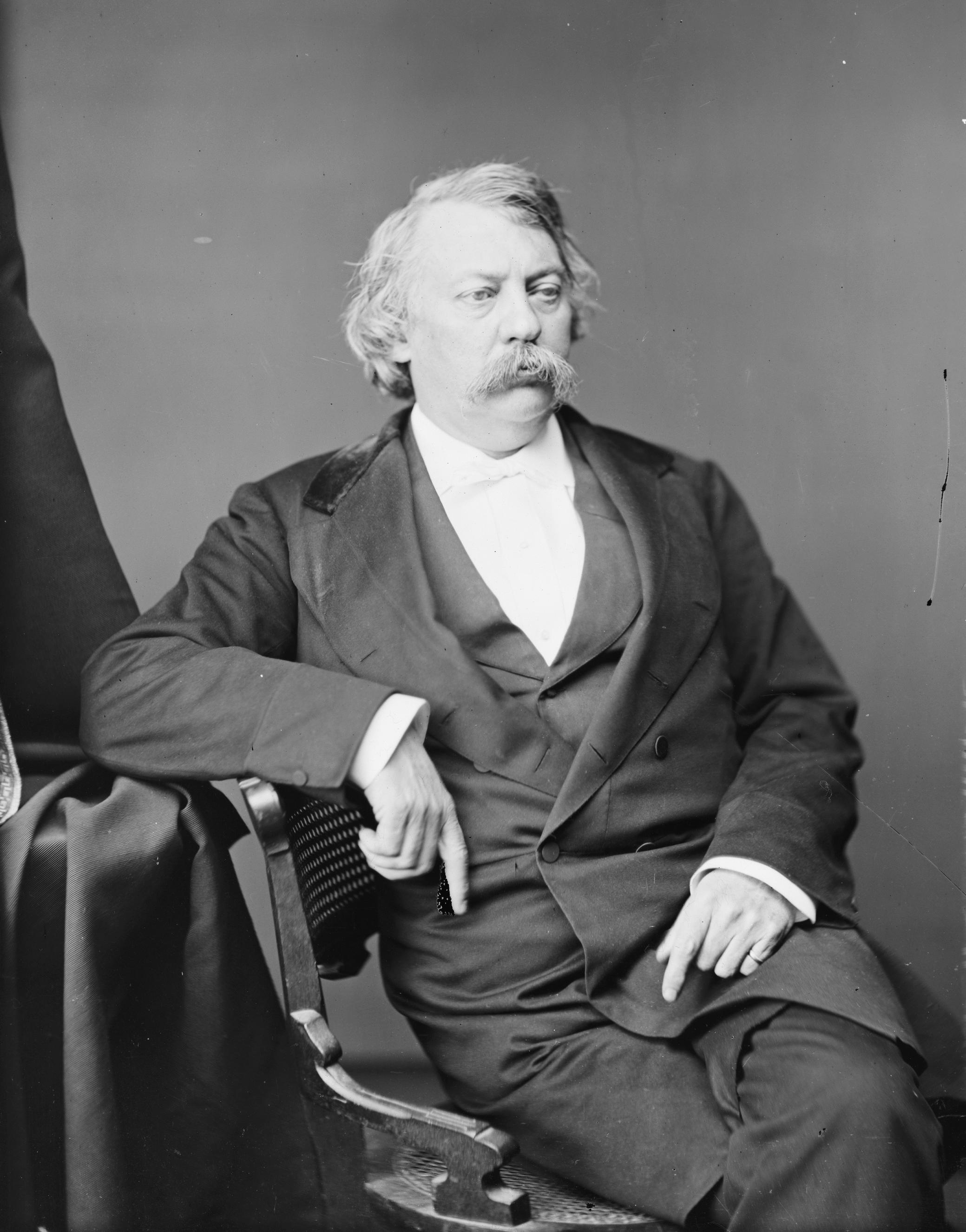
벨크냅의 상원 재판 변호인 매튜 H. 카펜터

1876년 4월 5일부터 벨크냅은 토마스 W. 페리 임시 상원 의장 주재로 상원 재판을 받았다. 몇 주 동안 상원의원들은 벨크냅이 3월에 이미 사임했으므로 상원이 그를 재판할 관할권이 있는지 여부를 놓고 논쟁했다. 벨크냅의 변호인들은 상원이 관할권이 없다고 주장했다. 상원은 37대 29로 관할권이 있다고 판결했다. 벨크냅은 5개 탄핵 조항으로 기소되었고, 상원은 40명 이상의 증인의 증언을 들었다. 유죄 판결을 위해 40표가 필요했는데, 25명의 상원의원이 5개 항목 각각에 대해 반대표를 던졌고, 찬성표는 35, 36, 36, 36, 37표로, 필요한 3분의 2 다수를 얻지 못해 벨크냅은 무죄 판결을 받았다. 모든 상원의원은 벨크냅이 마쉬에게서 돈을 받았다는 데 동의했지만, 무죄를 주장한 23명은 상원이 관할권이 없다고 믿었다. 그랜트가 벨크냅의 사임을 신속하게 수락한 것은 의심할 여지 없이 그를 유죄 판결에서 구해냈다.
재판 후 벨크냅의 아내와 아이들은 유럽을 광범위하게 여행했다. 상원 재판에서 벨크냅을 변호했던 위스콘신주 출신의 전 상원의원 매튜 H. 카펜터는 벨크냅이 전적으로 무죄이며, 자신이 벨크냅보다 오래 살면 벨크냅의 명예를 회복시켜 줄 것이라고 말했다. 카펜터는 1879년 상원에 재선되었지만 건강이 좋지 않았고, 1881년 2월 사망하여 어떤 새로운 증거도 내놓지 못했다.
1876년 3월 4일, 상원 탄핵 재판 한 달 전, 그랜트의 법무장관 에드워즈 피어리폰트는 벨크냅을 체포했다. 뉴욕의 트위드 링의 적수였던 피어리폰트는 정직한 변호사로 여겨졌으며, 그랜트는 그랜트 행정부 내의 개혁과 부패 방지를 추진하기 위해 그를 법무장관으로 지명했다. 전 총사령관으로서 대통령들이 보통 그러는 것보다 군사 문제에 더 많은 관심을 기울였던 그랜트는 피어리폰트에게 벨크냅의 전쟁부에 대한 형사 조사를 시작하라고 명령했다. 벨크냅의 분노를 사면서 피어리폰트는 그가 도주하지 못하도록 그의 집 주위에 무장 경비를 배치했다. 1876년 5월, 그랜트는 피어리폰트를 영국 대사로 임명하고 그의 전쟁부 장관 알폰소 태프트를 법무장관으로 임명했다.

## 워싱턴 D.C. 기소 (1876–1877)

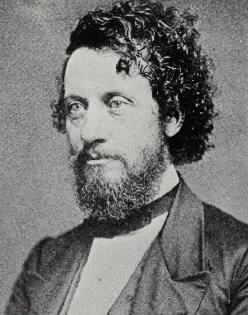
맥아더 판사는 그랜트와 태프트 법무장관의 압력으로 벨크냅의 워싱턴 D.C. 사건을 기각했다.

벨크냅이 8월 1일 상원에서 무죄 판결을 받은 후, 그의 집 주변 경비병들은 철수했다. 그는 같은 날 대배심에 의해 기소되었고, 컬럼비아 특별구 연방 지방법원에서 재판을 받게 되었다. 그러나 언론인과 다른 관찰자들은 그랜트 행정부 관리들 중 많은 수가 부패 혐의를 받았음에도 불구하고 거의 또는 전혀 처벌을 받지 않았기 때문에 지방 법원이 유죄를 선고할 가능성은 낮다고 보았다.
벨크냅은 피어리폰트에 대한 분노를 풀지 않았고, 그를 허위 감금으로 고소하겠다고 위협했다. 1877년 2월 2일, 벨크냅은 그랜트를 방문하여 그의 기소를 기각해 달라고 간청했다. 다음 날 그랜트는 내각에게 조언을 구했다. 해밀턴 피시 국무장관은 벨크냅에게 격분하여 그를 재판에 회부하고 싶어했다. 그랜트는 달리 결정했고, 태프트에게 지방 검사에게 사건 기각을 지시해야 한다고 편지를 썼다.
그랜트의 지시에 따라 태프트는 워싱턴 D.C. 지방 검사 헨리 H. 웰스에게 벨크냅에 대한 증거가 유죄 판결을 유지할 수 없으며 벨크냅이 상원 재판 동안 충분히 고통을 겪었다고 말했다. 웰스는 기각을 요청했고, 1877년 2월 8일, 벨크냅의 사건, 기소 번호 11,262는 아서 맥아더 시니어 판사에 의해 기각되었다. 더 이상 유죄 판결과 투옥의 가능성에 직면하지 않게 된 벨크냅은 피어리폰트를 고소하겠다는 위협을 실행하지 않기로 결정했다.

## 후기 경력

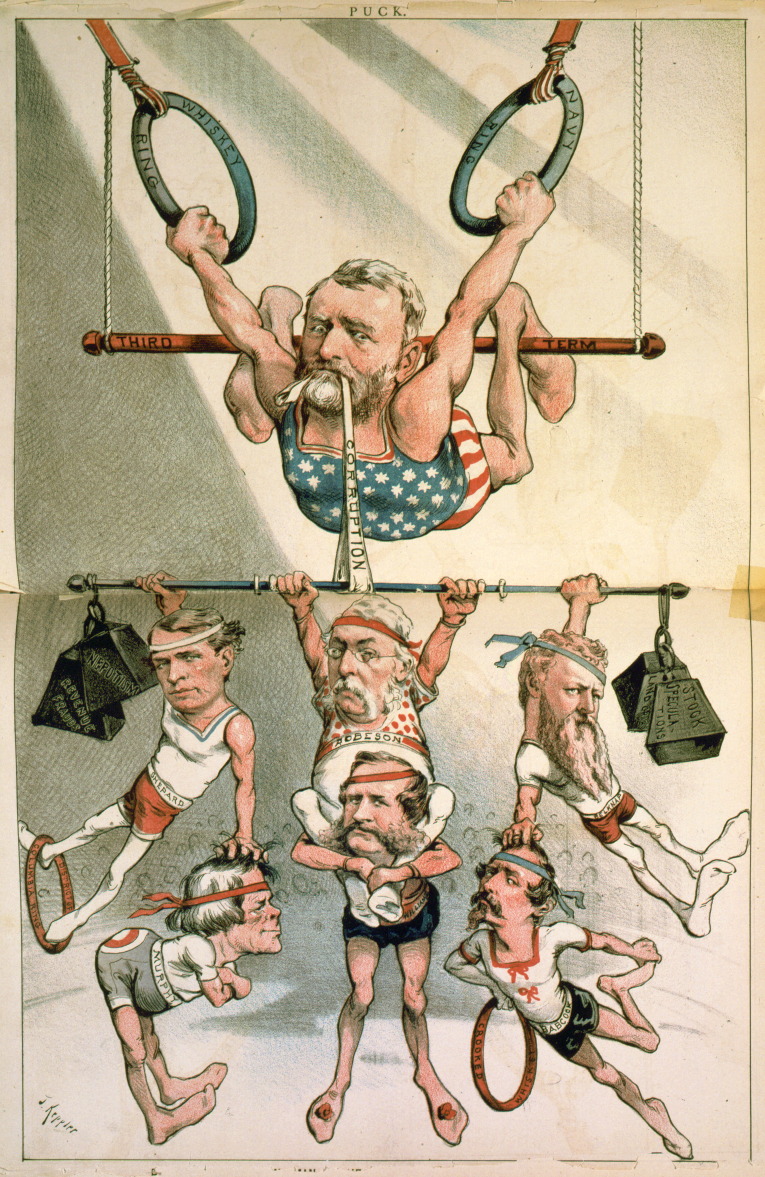

상원 재판으로 명예를 잃은 벨크냅은 워싱턴 사회의 비난과 감시에서 벗어나기 위해 필라델피아로 이주했다. 벨크냅 부부는 결혼 생활을 유지했으며, 아만다와 아이들은 캐츠킬산맥, 코니아일랜드 및 다른 리조트를 광범위하게 방문했고, 벨크냅은 주기적으로 그들을 만났다. 벨크냅은 나중에 키오쿡에 거주하며 주로 철도 회사를 대리하는 변호사로 활동했다. 정치나 정부에 더 이상 관여하지 않았지만, 벨크냅은 고객을 대리하기 위해 워싱턴에 자주 돌아왔고, 그곳에 거주지와 사무실을 유지했다.
탄핵 몇 년 후, 벨크냅의 명성은 부패 혐의로 인해 여전히 공개적으로 손상된 채 남아 있었다. 1880년 대통령 선거 운동 중, 그는 율리시스 S. 그랜트의 세 번째 임기 시도를 반대하는 퍽 잡지 만화(그랜트 곡예사, 조셉 페르디난트 케플러 작)에서 풍자된 인물 중 한 명이었다.
그러나 역사가 L.D. 잉거솔은 1880년에 벨크냅을 옹호하며 "벨크냅 장군은 끔찍한 시련을 겪고도 '친구들'이 여전히 그를 지지하고 있었다. 특히 군대의 오랜 전우들과 전쟁부의 일반적인 업무 수행에 특히 익숙한 사람들이 그러했다. 이들과 많은 최고 수준의 공무원들은 그가 심하게 학대받는 사람이라고 주장한다"고 말했다.
벨크냅은 동료 남북 전쟁 참전 용사들 사이에서 계속 인기를 누렸다. 1887년, 벨크냅은 『아이오와 재향군인 자원 보병 제15연대의 역사』라는 책을 공동 집필했다.

## 사망, 매장 및 기념
벨크냅은 1890년 10월 12일 일요일 워싱턴 D.C.에서 갑작스러운 심한 심장마비로 사망했다. 뉴욕 타임스는 그의 사망이 일요일 오전 1시에서 9시 사이에 일어났으며, 뉴욕 애비뉴의 에반스 건물에 있는 그의 자택에서 홀로 사망했다고 보도했다. 사망 전, 벨크냅은 토요일 밤 친구들과 카드 게임을 한 후 저녁에 위층으로 퇴장했다. 벨크냅의 아내 아만다는 당시 뉴욕 시에 있었다.
월요일 오전 8시 30분, 벨크냅의 사업 파트너인 존 W. 카메론은 벨크냅의 집 1층에 있는 그의 법률 사무실에서 벨크냅의 우편물을 집어들고 벨크냅이 살았던 2층으로 올라갔다. 카메론과 하녀는 모든 방이 잠겨 있음을 발견했다. 수위가 문을 열기 위해 불려 왔고, 발판 사다리를 사용하여 벨크냅의 침실을 들여다보았다. 벨크냅은 모자와 코트를 의자에 놓았고 그의 생명 없는 몸은 침대에서 발견되었다. 그의 왼팔은 왼쪽 손을 꽉 쥔 채 머리 쪽으로 올려져 있었다. 침대 시트는 흐트러져 있었고 그는 숨쉬기 위해 애쓴 것으로 보였다. 시체를 처음 검사한 의사는 그가 졸중으로 사망했다고 진술했지만, 검시관의 부검 결과 벨크냅이 심장병을 앓고 있었음이 밝혀졌다. 전쟁부는 벨크냅이 인기 있는 전쟁부 장관이었기 때문에 그의 사망 소식을 "진정한 슬픔"으로 받아들였다.
벨크냅은 1890년 10월 16일 알링턴 국립묘지 제1구역에 안장되었다. 장례식은 세인트 존스 성공회 교회에서 거행되었다. 이 묘지에는 조각가 칼 롤스미스가 디자인한 청동 부조 기념물이 있는 화강암 묘비가 있다. 청동 부조(2피트 x 2피트) 흉상은 벨크냅이 드레스 유니폼을 입고 머리를 오른쪽으로 가르마를 탔으며 길고 풍성한 수염을 하고 있는 모습을 보여준다. 이 부조는 화강암 기단(6피트 x 5피트 x 5피트)의 전면에 위치한다. 이 작품은 1995년에 스미스소니언 협회의 Save Outdoor Sculpture! 조사에 의해 조사되었으며, 상태는 "치료가 필요함"으로 설명되었다. 이 부조에는 작가의 서명인 C.R. 1897이 새겨져 있다.

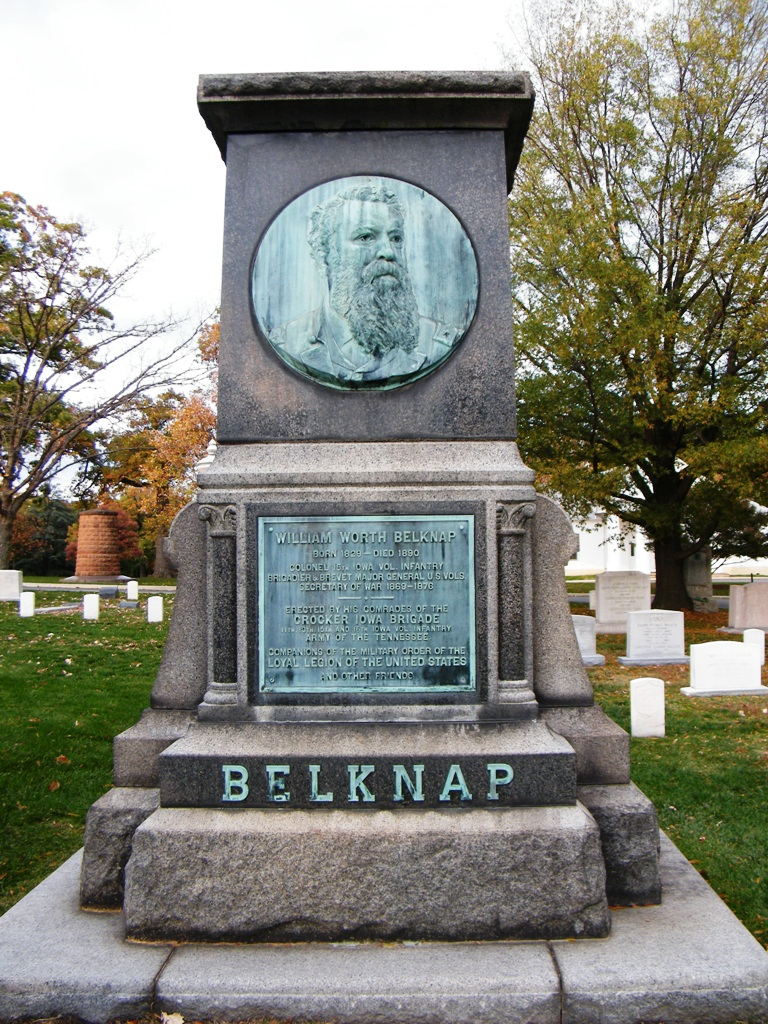

화강암 기단의 전면에는 다음과 같이 새겨진 명판이 있다.
1829년 출생 – 1890년 사망
아이오와 자원 보병 제15연대 대령
미국 자원군 준장 및 명예 소장
전쟁부 장관 1869년–1876년
그의 전우들이 세움
크로커 아이오와 여단
아이오와 자원 보병 제11, 13, 15, 16연대
테네시강군.
미국 충성 군인회 동료들
그리고 다른 친구들

## 역사적 평가
1876년 벨크냅의 충격적인 사임 전까지, 벨크냅의 명성은 북군에 명예롭게 복무한 전쟁 영웅이었다. 그가 존슨 밑에서 재무부 징수관으로 복무하는 동안에는 부패에 대한 소문이 없었다. 1876년까지도 그랜트 밑에서 벨크냅은 충실하고 현명한 전쟁부 장관으로 여겨졌으며, 10만 명의 시카고 화재 노숙자 피해자들을 돕고 보호한 공로로 공개적으로 인정받았다.
2003년 전기 작가 에드워드 S. 쿠퍼는 벨크냅을 미덕과 결점을 모두 가진 사람으로 묘사했다. 쿠퍼에 따르면, 벨크냅은 도금 시대에 워싱턴 D.C.에서 화려한 생활을 하면서 "자신의 아내들의 사회적 야망을 지원하기 위해 기꺼이 부패에 빠져들었으며", 군인들과 인디언들에게 희생을 강요했다. 벨크냅은 쿠퍼에게 기상청을 창설하고 확장한 것, 군사 사법 제도를 개혁한 것, 그리고 남북 전쟁의 매튜 브래디 사진 기록을 보존한 것에 대해 긍정적인 평가를 받았다. 벨크냅의 1876년 3월 갑작스럽고 논란이 많은 사임은 13개월 동안 벨크냅, 알폰소 태프트, J. 도널드 카메론, 조지 W. 맥크레리의 네 명의 전쟁부 장관이 전례 없이 연속적으로 교체되는 결과를 초래했다.
키오쿡에서 벨크냅은 "다채로운 시민" 중 한 명으로 기억되며 그의 이름을 딴 두 개의 거리가 있다. 그는 남북 전쟁 중 침착함으로 군 동료들에게 칭찬받았지만, 비행 의혹 속에서 그랜트의 전쟁부 장관직에서 강제 사임하면서 명성이 손상되었다.

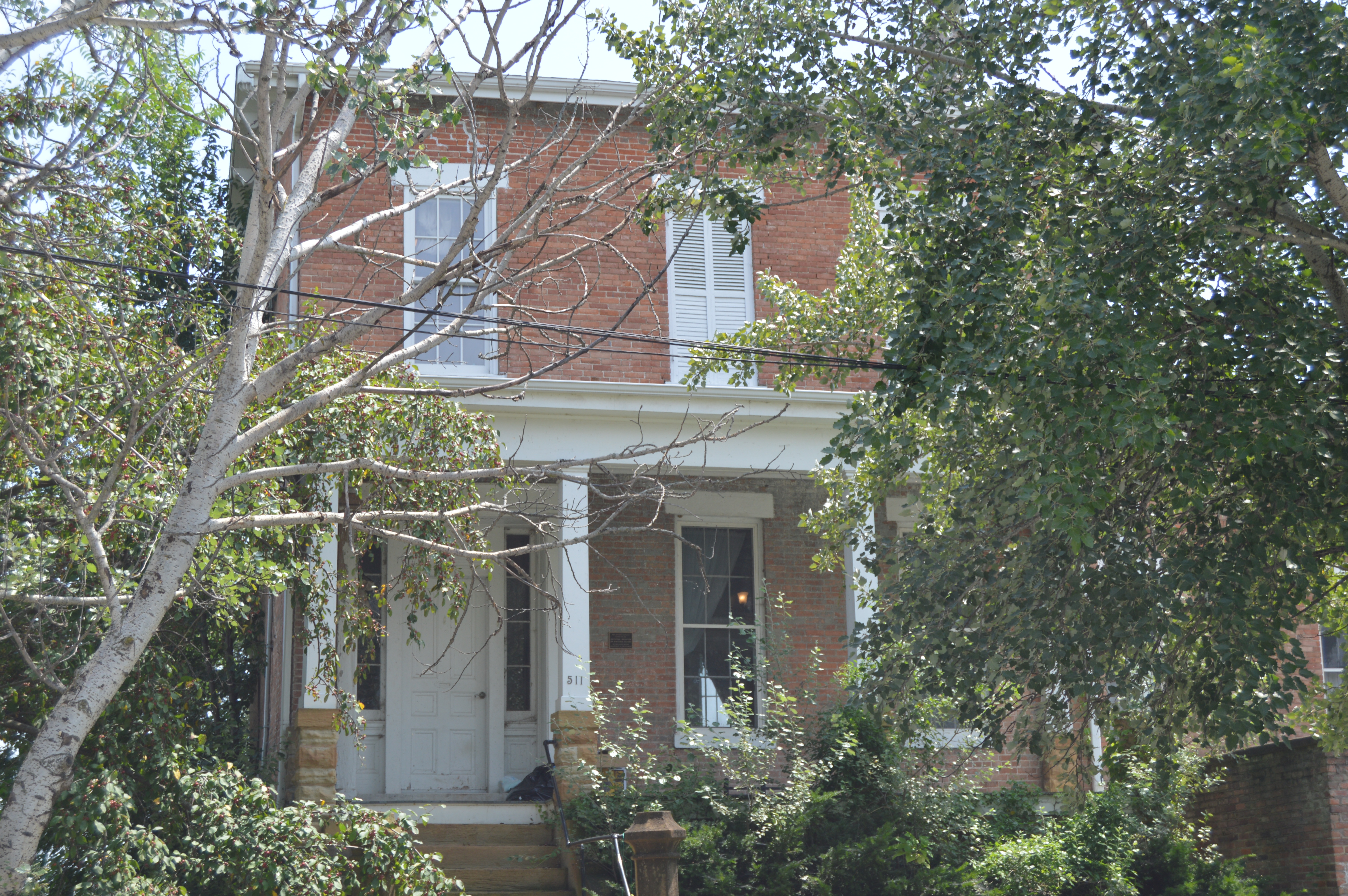
벨크냅의 집, 키오쿡 – 1854년 건축

2021년 1월, 벨크냅의 1876년 탄핵 재판과 도널드 트럼프 대통령의 2021년 탄핵 재판 간의 유사성으로 인해 벨크냅의 이름이 다시 떠올랐다. 두 사건 모두 재판이 시작될 때 피고인이 이미 퇴임한 상태였다.
벨크냅의 후손인 안드라 벨크냅은 "윌리엄 워스 벨크냅은 여러 면에서 남북 전쟁의 영웅이었다. 그는 북군에 복무했으며, 실로 전투 중 부상을 입고 말이 총에 맞아 쓰러졌음에도 불구하고 계속 전투에 임했다. 애틀랜타 전투 중에는 개인적으로 남부 연합 장교를 포로로 잡았다(전장에서 멱살을 잡고 끌고 갔다고 전해진다). 그러나 그의 남북 전쟁 영웅적 행위는 역사에 대체로 잊혔으며, 심지어 그의 가족에게도 잊혔다. 역사책에 남아 있는 것은 그의 탄핵뿐이다"라고 말했다. 

## 유산
그의 가족 기록과 문서, 그리고 벨크냅이 받은 여러 상자의 편지들은 그가 1848년 학번으로 다녔던 프린스턴 대학교에 보관되어 있다.
그의 아들 휴 R. 벨크냅은 일리노이주 출신의 미국 하원 의원으로 재직했다.
유타주의 벨크냅 산은 그의 이름을 따서 명명되었다.

## 미국이 참여한 인디언 작전, 전투, 전쟁 목록
- 야바파이 전쟁 (1861년–1875년)
- 코만치 작전 (1867년–1875년)
- 서밋 스프링스 전투 (1869년)
- 마리아스 학살 (1870년)
- 캠프 그랜트 학살 (1871년)
- 모독 전쟁 (1872년–1873년)
- 솔트 리버 캐니언 전투 (1872년)
- 터렛 피크 전투 (1873년)
- 레드 리버 전쟁 (1874년–1875년)
- 제2차 어도비 월스 전투 (1874년)
- 어퍼 워시타 강 전투 (1874년)
- 팔로 듀로 캐니언 전투 (1874년)
- 선셋 패스 전투 (1874년)
- 스네이크 산 전투 (1874년)
- 라스 쿠에바스 전쟁 (1875년)
- 대수 전쟁 (1876년–1877년)

참고: 대수 전쟁은 1876년 2월 벨크냅 재임 중에 시작되었지만, 전쟁 시작부터 그의 갑작스러운 사임인 3월까지는 중요한 전투가 없었다. 1877년 4월까지 지속된 이 전쟁은 다섯 명의 내각 장관 재임 중에 일어났다. 그랜트 대통령 하의 네 명: 벨크냅, 조지 M. 로베슨 (임시), 알폰소 태프트, 그리고 J. 도널드 카메론, 그리고 러더퍼드 B. 헤이스 대통령 하의 한 명: 조지 W. 맥크레리.

## 같이 보기
- 미국 남북 전쟁 북군 장군 목록
- 윌리엄 워스 벨크냅 장군 하우스, 아이오와주 리군 국립 사적지 등록에 등재됨

## 내용주
1. 1 2 3  Dictionary of American Biography (1936), William Worth Belknap
2. 1 2 3 4 5 6 7 8 9 10 11 12 13 14 15 16 17 18 19 20 21  "Belknap's Sudden Death", New York Times (October 14, 1890)
3. 1 2 3 4  Glass 2017.
4. 1 2 3  Gen. Belknap's Career.
5. ↑  “William W. Belknap (1869–1876) | Miller Center”. 《millercenter.org》 (영어). 2016년 10월 4일. 2025년 4월 10일에 확인함.
6. 1 2  “Representative William Worth Belknap”. The Iowa Legislature.
7. ↑  “William Worth Belknap”. The Iowa Legislature.
8. ↑  [2][6][7]
9. ↑  Ingersoll 1880, 566쪽.
10. ↑  Cooper 2003, 61쪽.
11. 1 2 3 4 5  Koster (2010), pp. 59–60.
12. ↑  《The History of Lee County, Iowa: Containing a History of the County, Its Cities, Towns, Etc》. Western Historical Company. 1879년 1월 1일  – Internet Archive 경유. alice belknap marriage.
13. ↑  Grimmett, Richard F. (2009년 1월 1일). 《St. John's Church, Lafayette Square: The History and Heritage of the Church of the Presidents, Washington, D.C.》. Hillcrest Publishing Group. ISBN 97-81934248539 – Google Books 경유.
14. ↑  Form: An Illustrated Weekly Pub. Every Sat. in the Interests of American Society at Home and Abroad
15. ↑  “Miss Belknap's Engagement”. 《Chicago Tribune》. 1896년 10월 25일. 1면.
16. ↑  “The Capital”. Capital Publishing Company. 1897년 1월 1일  – Google Books 경유.
17. ↑  “The Capital”. Capital Publishing Company. 1898년 1월 1일  – Google Books 경유.
18. ↑  Cooper 2003, 58쪽.
19. ↑  Beaman, D. C. (1905). 《The Battle or Athens, Missouri》. 《The Annals of Iowa》. 3 6 (아이오와 대학교). 590–593쪽. doi:10.17077/0003-4827.3095.
20. 1 2 3  《Roster and Record of Iowa Soldiers in the War of the Rebellion Together with Historical Sketches of Volunteer Organizations 1861–1866, 9th–16th—Regiments—Infantry》 II. 디모인: Emory H. English, State Printer. E. D. Chassell, State Binder. 1908. 895쪽  – the 웨이백 머신 경유.
21. ↑  “Belknap, William W.”. 《Civil War Soldiers》. 미국 국립공원관리청. 2024년 2월 11일에 확인함.
22. ↑  Cooper 2003, 64–65쪽.
23. 1 2 3 4 5 6 7 8 9 10 11  Ingersoll (1880), pp. 566–577
24. ↑  《War of the Rebellion: A Compilation of the Official Records of the Union and Confederate Armies. Prepared under the direction of the Secretary of War, by Bvt. Lieut. Col. Robert N. Scott, Third U.S. Artillery and Published Pursuant to Act of Congress approved June 16, 1880》. 1 10. 워싱턴 D.C.: Government Printing Office. 1881. 289쪽  – the 웨이백 머신 경유.  본 문서에는 현재 퍼블릭 도메인에 속한 다음 저작물을 기초로 작성된 내용이 포함되어 있습니다: {{{1}}}
25. ↑  Bonekemper 2012, 59, 63–64쪽; Smith 2001, 206쪽.
26. 1 2 3 4 5 6  Belknap-Tyler (1887), p. 609
27. ↑  White 2016, 243쪽; Miller 2019, xii쪽; Chernow 2017, 236쪽.
28. ↑  Kountz, John S. (1901). 《Record of the Organizations Engaged in the Campaign, Siege, and Defense of Vicksburg》. 35쪽. 2021년 4월 12일에 확인함.
29. 1 2 3 4 5  Severance (2012), Portraits of Conflict: A Photographic History of Alabama in the Civil War, p. 213
30. ↑  Belknap-Tyler (1887), p. 24
31. ↑  W. H. Chamberlin. "Hood's Second Sortie at Atlanta," in 존슨, 로버트 언더우드 and Buel, Clarence Clough, edd., Battles and Leaders of the Civil War, Vol. IV, p. 331. ISBN 0-89009-572-8.
32. ↑  Ingersoll 1880, 568쪽.
33. 1 2 3  “William W. Belknap”. 《Iowa Historical Record》. I-III권 (Iowa City, IA: Iowa State Historical Society). 1885년 7월 1일. 99쪽  – 구글 도서 경유.
34. 1 2 3  Koster (2010), p. 59
35. 1 2 3  Smith (2001), pp. 542–543
36. 1 2  Chernow 2017, 669–670쪽.
37. ↑  Bell (1981), p. 78
38. 1 2  Donovan (2008), pp. 104–105
39. ↑  Simon ( 2003), The Papers of Ulysses S. Grant, Vol. 5, 1874
40. ↑  Smith (2001), p. 543
41. ↑  “Calculate Duration Between Two Dates”. 《timeanddate.com》.
42. 1 2 3 4 5 6 7  Bell (1981), p. 8
43. 1 2  Forty First Congress, Statutes At Large, pp. 319–320
44. ↑  Koster, pp. 59–60
45. 1 2 3 4  White 2016, 564쪽.
46. ↑  Koster pp. 58–59
47. ↑  Behncke & Bloomfield (2020), 181–182쪽.
48. 1 2 3  Koster, p. 58
49. ↑  Hofling (1981), p. 30
50. 1 2 3 4  A Sad Week For The Capital.
51. 1 2 3 4 5  McFeely (1981), p. 58
52. 1 2 3 4 5 6 7  White 2016, 565쪽.
53. 1 2 3  Purcell 2008.
54. 1 2  Brands 2012, 560쪽.
55. 1 2 3  Lamphier 2003, 144쪽.
56. 1 2 3 4 5 6  McFeely (1981), pp. 150–151
57. ↑  Doukas (2003), p. 80
58. ↑  McFeely (1981), p. 375
59. ↑  McFeely (1981), p. 377
60. ↑  McFeely (1981), pp. 377–378
61. 1 2 3 4  McFeely (1981), p. 378
62. ↑  McFeely (1981), pp. 375–376.
63. 1 2  McFeely (1981), p. 379
64. ↑  New York Times (August 23, 1873), The Military Academy Report of the Board of West Point Visitors
65. ↑  Cowan's (June 24, 2009), West Point Superintendent Thomas H. Ruger Archive 보관됨 2010-09-23 - 웨이백 머신
66. ↑  Belknap (Nov. 17, 1871), Frohne's Historic Military
67. ↑  Art of the Possible Online (July 3, 2009), James Webster Smith and Henry O. Flipper 보관됨 11월 23, 2011 - 웨이백 머신
68. ↑  Reading Eagle, Armies First Black Cadet Gets Bars 123 Years Later, p. A13
69. 1 2 3 4  New York Times (October 11, 1871), The Ruined City
70. 1 2 3 4 5 6  New York Times (December 4, 1871).
71. ↑  Coakley (1988), pp. 316–317
72. ↑  Coakley (1988), pp. 317–318
73. ↑  Hogue (2006), Uncivil War, pp. 58–59
74. 1 2  Dawson (1982), pp. 117–118
75. 1 2  Coakley (1988), pp. 318–319
76. 1 2  Coakley (1988), p. 319
77. 1 2  Coakley (1988), pp. 319–320
78. 1 2  Coakley (1988), p. 320
79. 1 2  Coakley (1988), pp. 321–322
80. 1 2 3  Stevens (2008), pp. 99–100
81. 1 2 3  Stevens (2008), pp. 100–101
82. 1 2  Stevens (2008), pp. 101–102
83. ↑  Eads Bridge infosite, en.structurae.de; accessed June 19, 2015.
84. ↑  Wilson, Robert (2013). 《Mathew Brady: Portraits of a Nation》. New York: Bloomsbury Publishing Company. 210–211쪽. ISBN 978-1-62040-203-0.
85. 1 2 3 4  Mathew Brady: Portraits of a Nation.
86. ↑  《Mathew Brady Photographs of Civil War-Era Personalities and Scenes》. Record Group 111: Records of the Office of the Chief Signal Officer, 1860 - 1985. 미국 국립문서기록관리청. 1860. 2017년 1월 10일에 확인함.
87. ↑  "Mathew Brady Photographs of Civil War-Era Personalities and Scenes".
88. 1 2 3  Scott (2007), p. 105
89. ↑  Cambell (1909), p. 72
90. 1 2  Scott (2007), pp. 105–106
91. 1 2  Bonney, Orrin H. (1970). 《Battle Drums and Geysers-The Life And Journals Of Lt. Gustavus Cheyney Doane, Soldier And Explorer Of The Yellowstone And Snake River Regions》. Chicago: Swallow Press. 47–50쪽.
92. ↑  Scott (2007), p. 106
93. ↑  Scott (2007), pp. 106–107
94. 1 2 3 4 5  Jeffrey Ostler (2004) The Plains Sioux and U.S. Colonialism from Lewis and Clark to Wounded Knee, pp. 60–62
95. ↑  Smith 2001, 538쪽.
96. ↑  Secretary of the Interior to the Secretary of War, February 1, 1876, National Archives
97. ↑  Colonel Drum to Gen. Terry and Gen. Crook, February 8, 1876, National Archives
98. ↑  Collins, Jr., Charles D. Atlas of the Sioux Wars, Second edition, Fort Leavenworth, Kansas: Combat Studies Institute Press, 2006, Map 14, 15
99. 1 2  McFeely (1981), Grant, p. 433
100. ↑  McFeely (1981), Grant, p. 434
101. 1 2  “Hinds' Precedents, Volume 3 - Chapter 63 - Nature of Impeachment: Accused may be tried after resignation, § 2007”. 2021년 3월 3일에 확인함.
102. ↑  Hinds' Precedents.
103. ↑  Solender, Andrew (2024년 2월 13일). “Mayorkas becomes first cabinet secretary impeached since 1876”. 《악시오스》. 2024년 4월 22일에 확인함.
104. ↑  Craig, Bryan (2020년 1월 9일). “Resignation was Not the End”. 《Miller Center》. Charlottesville, VA: University of Virginia. 2021년 1월 14일에 확인함.
105. ↑  Koenig, Louis W. (December 1965). 《From Failing Hands, The Story of Presidential Succession. By John D. Feerick. (New York: Fordham University Press, 1965. Pp. 368. $6.95.)》. 《American Political Science Review》 59. 1035쪽. doi:10.1017/s0003055400133027. ISSN 0003-0554. S2CID 147181749.
106. 1 2 3 4 5 6  Purcell 2008, 34쪽.
107. ↑  Hinds' Precedents, 934쪽.
108. 1 2 3  McFeely (1974), p. 152
109. ↑  Lord, Moses. “H. Rept. 44-791 - Report of the House managers of the impeachment of W.W. Belknap, late Secretary of War. August 2, 1876. -- Laid on the table and ordered to be printed”. U.S. Government Printing Office. 2023년 6월 17일에 확인함.
110. 1 2  Biographical Dictionary of America 1906, 280쪽.
111. 1 2 3 4 5 6 7  Cooper 2003, 311쪽.
112. ↑  Smith 2001, 543, 595쪽.
113. 1 2 3 4  Cooper 2003, 310쪽.
114. 1 2  New York Times (August 2, 2012), "Acquittal of Belknap"
115. 1 2  New York Times, "The Suit Against Gen. Belknap"
116. 1 2 3  Cooper (2003) William Worth Belknap: An American Disgrace, pp. 312–313
117. 1 2 3 4  Sloat 2017.
118. ↑  “A Model Grant Procession: A Forecast of the Campaign for Empire in 1884”. 《보스턴 글로브》 (Boston, MA). 1880년 10월 13일. 5면  – Newspapers.com 경유.
119. ↑  Nowlan, Robert A. (2016). 《The American Presidents From Polk to Hayes》. Denver: Outskirts Press, Inc. 498쪽. ISBN 978-1-4787-6572-1.
120. ↑  Ingersoll 1880, 569–571쪽.
121. 1 2 3 4  The Milwaukee Journal, "Dying A Solitary Death"
122. ↑  Spokane Falls Review, "Death Of General Belknap"
123. ↑  “Burial Detail: Belknap, William Worth (Section 1, Grave 132)”. 《ANC Explorer》. Arlington National Cemetery. 2020년 12월 19일에 확인함.
124. 1 2 3 4  “William Worth Belknap Monument, (Sculpture)”. 《National Portrait Gallery》. Washington, DC: 스미스소니언 협회. 2021년 1월 14일에 확인함.
125. 1 2  Smithsonian (1995). “William Worth Belknap Monument, (sculpture).”. 《Save Outdoor Sculpture》. Smithsonian. 2010년 12월 31일에 확인함.
126. 1 2  Belknap 2021.
127. 1 2  Cooper (2003) William Worth Belknap: An American Disgrace, p. 13
128. ↑  Cooper (2003) William Worth Belknap: An American Disgrace, pp. 12–13
129. ↑  Gaard 2021.
130. ↑  “William W. Belknap Papers”. Princeton University. 2024년 2월 12일에 확인함.
131. ↑  Henry Gannett, The Origin of Certain Place Names in the United States, U.S. Government Printing Office, 1902, p. 39.

### 서적
- Behncke, Ted; Bloomfield, Gary (2020). 《Custer》. Philadelphia & Oxford: Casemate. ISBN 978-1-61200-889-9.
- Belknap, William W.; Tyler, Loren S. (1887).  William W. Belknap, 편집. 《History of the Fifteenth Regiment, Iowa Veteran Volunteer Infantry》. Keokuk, Iowa: R.B. Ogden & Son, Print.
- Brands, H. W. (2012). 《The Man Who Saved the Union: Ulysses S. Grant in War and Peace》. New York: Doubleday. ISBN 978-0-385-53241-9.
- Bonekemper, Edward H. (2012). 《Grant and Lee》. Washington, DC: Regnery History. ISBN 978-1-62157-010-3.
- Cooper, Edward S. (2003). 《William Worth Belknap: an American Disgrace》. Cranbury, New Jersey: Rosemont Publishing & Printing Corp. ISBN 0-8386-3990-9.
- Chernow, Ron (2017). 《Grant》. New York: Penguin Press. ISBN 978-1-5942-0487-6.
- Coakley, Robert W. (1988).  Davis S. Trask, 편집. 《The Role of Federal Military Forces in Domestic Disorders, 1789–1878》. Army Historical Series. Washington, D.C.: Center of Military History United States Army.
- Dawson III, Joseph G. (1982). 《Army Generals and Reconstruction: Louisiana, 1862–1877》. 루이지애나 주립 대학교: Louisiana State University Press. ISBN 978-0-8071-1960-0.
- Donovan, James (2008). 《A Terrible Glory: Custer and the Little Bighorn》. New York City: Little, Brown, and Company. ISBN 978-0-316-15578-6.
- Hinds, Asher C. (1907). 《Hinds' Precedents of the House of Representatives of the United States》 III. Washington, D.C.: US Government Printing Office. 903–903, 922, 934쪽.
- Hofling, Charles K. (1981). 《Custer and the Little Big Horn: A Psychobiographical Inquiry》. Detroit: Wayne State University Press. ISBN 0-8143-1814-2.
- Ingersoll, L.D. (1880). 《A History of the War Department of the United States》. Washington D.C.: Francis B. Mohun. 566–571쪽.
- Lamphier, Peg A. (2003). 《Kate Chase and William Sprague: Politics and Gender in a Civil War Marriage》. Lincoln, Nebraska: University of Nebraska Press. ISBN 0-8032-2947-X.
- McFeely, William S. (1981). 《Grant: A Biography》. New York City: W.W. Norton & Company, LTD. ISBN 0-393-01372-3.
- Miller, Donald L. (2019). 《Vicksburg: Grant's Campaign That Broke the Confederacy》. Simon and Schuster. ISBN 978-1-4516-4137-0.
- Purcell, L. Edward (2008).  David Hudson; Marvin Bergman; Loren Horton, 편집. 《The Biographical Dictionary of Iowa》. Iowa City: University of Iowa Press. 33–34쪽. ISBN 978-1-58729-685-7.
- Smith, Jean Edward (2001). 《Grant》. New York City: Simon & Schuster. ISBN 0-684-84927-5.
- White, Ronald C. (2016). 《American Ulysses: A Life of Ulysses S. Grant》. Random House Publishing Group. ISBN 978-1-5883-6992-5.

### 논문
- Koster, John (June 2010). 《The Belknap Scandal Fulcrum to Disaster》. 《Wild West》. 58–64쪽.

### 신문
- “Belknap's Sudden Death” (PDF). 《뉴욕 타임스》. 1890년 10월 14일. 2012년 3월 20일에 확인함.
- “Gen. Belknap's Career” (PDF). 《뉴욕 타임스》. 1876년 3월 3일.
- “A Sad Week For The Capital” (PDF). 《뉴욕 타임스》. 1876년 3월 6일.
- Sloat, Jerry (2017년 1월 26일). “Belknap was one of Keokuk's colorful citizens”. 《Fort Madison Daily Democrat》 (Fort Madison, Iowa).
- “The War Department. Annual Report of the Secretary of War on the Operations of the Department for the Year 1871.” (PDF). 《New York Times, 뉴욕》. 1871년 12월 4일.

### 사전
- Rossiter Johnson, 편집. (1906). 《Biographical Dictionary of America Belknap, William Worth》. Boston: American Biographical Society. 280–281쪽.
- 《Dictionary of American Biography William Worth Belknap》. New York City: Charles Scribner's Sons. 1936.
- Chisholm, Hugh, 편집. (1911). 〈Belknap, William Worth〉. 《브리태니커 백과사전》 3 11판. 케임브리지 대학교 출판부. 684쪽.

### 인터넷
- Glass, Andrew (2017년 5월 5일). “Senate holds former war secretary's impeachment trial, May 4, 1876”. politico.com.
- Belknap, Andra (2021년 1월 14일). “Congress impeached and tried my ancestor after he left office. Trump could be next.”. 《USA 투데이》. 2021년 5월 23일에 확인함.
- Gaard, Tom (2021년 1월 23일). “Trump impeachment resurfaces Iowan William Belknap's roller-coaster 19th-century story”. Des Moines Register. 2021년 5월 14일에 확인함.